# 日本芸術院
日本芸術院（にほんげいじゅついん、旧字体：日本藝術󠄁院、英語：The Japan Art Academy）は、美術・文芸・音楽・演劇など芸術のさまざまな分野において優れた功績のある芸術家を優遇し顕彰するために置かれた国の栄誉機関かつ国立アカデミーであり、文化庁の特別の機関である。国立の芸術アカデミーとしての性格は、その正式英語名称で明示されており、日本芸術院は、栄誉機関としての役割の他、芸術の発達に寄与する活動を行うとともに、芸術に関する重要事項を審議し、これを文部科学大臣または文化庁長官に意見を述べる役割を担っている。

## 概要
日本芸術院は、芸術上の功績顕著な芸術家を優遇するための栄誉機関である（日本芸術院令1条）。会員は定員120人以内（2条）で、終身制である（4条）。死亡により欠員が生じた場合、各部会員の投票により、毎年度新会員が選定される（常に全欠員が補充されるわけではない）。文化功労者より低い年金（250万円）が授与されるが、これは特別職の非常勤国家公務員としての給与名目で支給されており課税対象になる。
東京都台東区上野公園にある日本芸術院会館に所在。同会館は会員の懇談や会議に使われるほか、展示室では時折日本芸術院が所蔵する美術作品の一般公開が行われる。毎年6月に天皇・皇后が臨席して挙行される日本芸術院賞と恩賜賞の授賞式もここで行われる。
帝国芸術院官制に基づき設置された帝国芸術院の改称により設立された。現在は、文部科学省設置法に基づき設置されており、文化庁の特別の機関である。

## 沿革
- 1907年（明治40年）6月 - 「文部省美術展覧会（文展）」の審査を目的とした「美術審査委員会（びじゅつしんさいいんかい）」が設置された。
- 1919年（大正8年） - 9月5日、帝国美術院規程制定（勅令。美術審査委員会官制は廃止）。美術審査委員会を改組し、文部大臣の諮問に応じて美術に関する意見を開申し、あるいは美術に関する重要事項について建議することを目的とした「帝国美術院（ていこくびじゅついん）」を創設（帝国美術院官制施行）。文部省に代わり、「帝国美術展覧会（帝展。文展から改称）」も主催することとなった[1][2]。9月8日、初代院長に森鷗外、会員に小堀鞆音、川合玉堂、竹内栖鳳、山元春挙、富岡鉄斎、今尾景年、松本楓湖、高村光雲、新海竹太郎、黒田清輝、岡田三郎助、和田英作、中村不折の13名を任命（なお、横山大観と下村観山も任命を打診されたが、辞退している）。
- 1935年（昭和10年） - いわゆる「松田改組」の実施。当時の文部大臣・松田源治の指示の下、30人定員であった従来の会員に、横山大観（日本美術院）をはじめとした在野の芸術家らを新たに20人追加する形で任命[3]。国内美術家の全員一致体制の実現を図った[2]。改革は会員の特権であった無鑑査による出品方法などにも及んだことから、洋画（第二部）の会員が二部会を結成して抵抗を示すなど反発が強まった[4]。
- 1936年（昭和11年） - 2月に改革後、初となる帝展が開催されたが、中堅どころの無鑑査級の作家が帝展改革に反旗を翻して出品を辞退[5]。松田大臣の辞任後に改革を引き継いだ平生釟三郎大臣は、5月に会員懇談会を開催。無鑑査級の作家と新人の発表の場を分けるなど改革に向けた試案を出すが、辞任する会員が相次いだ[6]。
- 1937年（昭和12年） - 開申・建議する分野を芸術全般に拡大し、美術のほかに文芸、音楽等の代表を加え、「帝国芸術院（ていこくげいじゅついん）」に改組（帝国芸術院官制施行）。6月24日付で帝国芸術院官制公布（勅令）、新会員72名を任命。新文展（1936年、帝展から改称）の開催については、これ以降再度文部省の管轄となる。
- 1941年（昭和16年）3月27日 - 第一回帝国芸術院総会が行われる。1937年に発足以来5年間、放置され続けていた[7]。
- 1942年（昭和17年） - 非会員を対象に、卓越した芸術作品および顕著な業績に対する「帝国芸術院賞」（戦後、「日本芸術院賞」と改称）の授与を開始。
- 1944年（昭和19年）7月15日 - 7月31日 - 日本芸術院会員による陸軍献納美術展（表慶館）[8]。
- 1947年（昭和22年）12月2日 - 新憲法施行にともない、名称を日本芸術院（にほんげいじゅついん）に変更（政令）。
- 1948年（昭和23年） - 文部省に代わり、日本美術展覧会（日展。1946年に改称）の開催母体となる。
- 1949年（昭和24年） - 芸術院会員有志によって「日展運営会」が組織され、同年より1957年（昭和32年）まで、日展は日本芸術院と日展運営会の共同開催となった。
- 1950年（昭和25年） - 日本芸術院賞の授賞者のうち特に選ばれた者に対し、「恩賜賞」の授与を開始。
- 1958年（昭和33年）4月26日 - 日展運営会が日本芸術院から独立し、新設の社団法人「日展」となる。以降、日展は社団法人日展の単独開催となり、日本芸術院は日展の直接的な運営から離れる。
- 1968年（昭和43年）6月 - 文化庁の発足にともない、同庁の特別の機関となる。
- 2021年（令和3年） - 文部科学省の有識者会議「日本芸術院の会員選考に関する検討会議」の答申[9]に基づき、組織および会員選出方法を改正[10]。新会員の選考にあたり、現会員のみによる推薦・選考とした従来方式から、現会員による投票に先立ち、文化庁が任命する外部有識者と現会員により、新会員候補有資格者の推薦と絞り込みを行う形式とし、同年度の新会員選出から実施した[11][12]。

|                         | 分科（1937年 - 1946年） | 定員     | 定員     | 定員     | 分科（1946年 - 2007年） | 定員     | 定員     | 定員     | 定員     | 定員 | 定員 |
| 1937年 -                | 分科（1937年 - 1946年） | 1941年 - | 1941年 - | 1946年 - | 1946年 -                | 1947年 - | 1947年 - | 1961年 - | 1961年 - |      |      |
| ----------------------- | ----------------------- | -------- | -------- | -------- | ----------------------- | -------- | -------- | -------- | -------- | ---- | ---- |
| 第一部 美術             | 第1分科 日本画          | なし     | 50       | 16       | 第1分科 日本画          | 50       | 16       | 50       | 16       | 56   | 17   |
| 第一部 美術             | 第2分科 洋画            | なし     | 50       | 14       | 第2分科 洋画            | 50       | 14       | 50       | 14       | 56   | 15   |
| 第一部 美術             | 第3分科 彫塑            | なし     | 50       | 9        | 第3分科 彫塑            | 50       | 9        | 50       | 9        | 56   | 10   |
| 第一部 美術             | 第4分科 工芸            | なし     | 50       | 7        | 第4分科 工芸            | 50       | 7        | 50       | 7        | 56   | 8    |
| 第一部 美術             | 第5分科 書              | なし     | 50       | 2        | 第5分科 書              | 50       | 2        | 50       | 2        | 56   | 3    |
| 第一部 美術             | 第6分科 建築            | なし     | 50       | 2        | 第6分科 建築            | 50       | 2        | 50       | 2        | 56   | 3    |
| 第二部 文芸             | 第7分科 小説・戯曲      | なし     | 20       | 20       | 第7分科 小説・戯曲      | 20       | 20       | 30       | 30       | 37   | 37   |
| 第二部 文芸             | 第8分科 詩歌            | なし     | 20       | 20       | 第8分科 詩歌            | 20       | 20       | 30       | 30       | 37   | 37   |
| 第二部 文芸             | 第9分科 評論・翻訳      | なし     | 20       | 20       | 第9分科 評論・翻訳      | 20       | 20       | 30       | 30       | 37   | 37   |
| 第三部 音楽・演劇・舞踊 | 第10分科 洋楽           | なし     | 10       | 10       | 第10分科 洋楽           | 10       | 10       | 20       | 20       | 27   | 27   |
| 第三部 音楽・演劇・舞踊 | 第11分科 邦楽           | なし     | 10       | 10       | 第11分科 邦楽           | 10       | 10       | 20       | 20       | 27   | 27   |
| 第三部 音楽・演劇・舞踊 | －                      | －       | －       | －       | 第12分科 演劇           | 10       | 10       | 20       | 20       | 27   | 27   |
| 第三部 音楽・演劇・舞踊 | －                      | －       | －       | －       | 第13分科 舞踊           | 10       | 10       | 20       | 20       | 27   | 27   |
| 全体                    | －                      | 80       | 80       | 80       | －                      | 80       | 80       | 100      | 100      | 120  | 120  |

|                         | 分科（2007年 - 2022年） | 定員     | 定員     | 定員     | 定員 | 分科（2022年 - ）      | 定員 |
| 2007年 -                | 2007年 -                | 2020年 - | 2020年 - | 2022年 - |      | 分科（2022年 - ）      |      |
| ----------------------- | ----------------------- | -------- | -------- | -------- | ---- | ---------------------- | ---- |
| 第一部 美術             | 第1分科 日本画          | 56       | 17       | 56       | 15   | 第1分科 絵画           | なし |
| 第一部 美術             | 第2分科 洋画            | 56       | 15       | 56       | 15   | 第2分科 彫刻           | なし |
| 第一部 美術             | 第3分科 彫塑            | 56       | 10       | 56       | 10   | 第3分科 工芸           | なし |
| 第一部 美術             | 第4分科 工芸            | 56       | 8        | 56       | 9    | 第4分科 書             | なし |
| 第一部 美術             | 第5分科 書              | 56       | 3        | 56       | 4    | 第5分科 建築・デザイン | なし |
| 第一部 美術             | 第6分科 建築            | 56       | 3        | 56       | 3    | 第6分科 写真・映像     | なし |
| 第二部 文芸             | 第7分科 小説・戯曲      | 37       | 37       | 37       | 37   | 第7分科 小説・戯曲     | なし |
| 第二部 文芸             | 第8分科 詩歌            | 37       | 37       | 37       | 37   | 第8分科 詩歌           | なし |
| 第二部 文芸             | 第9分科 評論・翻訳      | 37       | 37       | 37       | 37   | 第9分科 評論・翻訳     | なし |
| 第二部 文芸             | ー                      | ー       | ー       | ー       | ー   | 第10分科 マンガ        | なし |
| 第三部 音楽・演劇・舞踊 | 第10分科 能楽           | 27       | 27       | 27       | 27   | 第11分科 能楽          | なし |
| 第三部 音楽・演劇・舞踊 | 第11分科 歌舞伎         | 27       | 27       | 27       | 27   | 第12分科 歌舞伎        | なし |
| 第三部 音楽・演劇・舞踊 | 第12分科 文楽           | 27       | 27       | 27       | 27   | 第13分科 文楽          | なし |
| 第三部 音楽・演劇・舞踊 | 第13分科 邦楽           | 27       | 27       | 27       | 27   | 第14分科 邦楽          | なし |
| 第三部 音楽・演劇・舞踊 | 第14分科 洋楽           | 27       | 27       | 27       | 27   | 第15分科 洋楽          | なし |
| 第三部 音楽・演劇・舞踊 | 第15分科 舞踊           | 27       | 27       | 27       | 27   | 第16分科 舞踊          | なし |
| 第三部 音楽・演劇・舞踊 | 第16分科 演劇           | 27       | 27       | 27       | 27   | 第17分科 演劇          | なし |
| 第三部 音楽・演劇・舞踊 | ー                      | ー       | ー       | ー       | ー   | 第18分科 映画          | なし |
| 全体                    | －                      | 120      | 120      | 120      | 120  | －                     | 120  |

## 歴代院長
|              | 名前         | 在任期間          |
| 帝国美術院長 | 帝国美術院長 | 帝国美術院長      |
| ------------ | ------------ | ----------------- |
| 1            | 森鷗外       | 1919年 - 1922年没 |
| 2            | 黒田清輝     | 1922年 - 1924年没 |
| 3            | 福原鐐二郎   | 1924年 - 1931年   |
| 4            | 正木直彦     | 1931年 - 1935年   |
| 5            | 清水澄       | 1935年 - 1937年   |
| 帝国芸術院長 |              |                   |
|              | 清水澄       | 1937年 - 1947年没 |
| 日本芸術院長 |              |                   |
| 1            | 高橋誠一郎   | 1948年 - 1979年   |
| 2            | 有光次郎     | 1979年 - 1990年   |
| 3            | 犬丸直       | 1990年 - 2004年   |
| 4            | 三浦朱門     | 2004年 - 2014年   |
| 5            | 黒井千次     | 2014年 - 2020年   |
| 6            | 高階秀爾     | 2020年 - 2023年   |
| 7            | 野村萬       | 2023年 -          |

## 現会員一覧
| 日本芸術院 現会員（113名）      | 日本芸術院 現会員（113名） | 日本芸術院 現会員（113名） | 日本芸術院 現会員（113名） | 日本芸術院 現会員（113名）       |
| 第一部 美術（48名）             | 第一部 美術（48名）        | 第一部 美術（48名）        | 第一部 美術（48名）        | 第一部 美術（48名）              |
| 分科                            | 会員数                     | 氏名                       | 発令年月日                 | その他                           |
| ------------------------------- | -------------------------- | -------------------------- | -------------------------- | -------------------------------- |
| 第1分科 絵画                    | 21名                       | 奥谷博                     | 1996年12月15日             | 文化勲章（2017年）               |
| 第1分科 絵画                    | 21名                       | 那波多目功一               | 2002年12月15日             |                                  |
| 第1分科 絵画                    | 21名                       | 山本貞                     | 2004年12月15日             |                                  |
| 第1分科 絵画                    | 21名                       | 寺坂公雄                   | 2005年12月15日             |                                  |
| 第1分科 絵画                    | 21名                       | 大津英敏                   | 2007年12月15日             |                                  |
| 第1分科 絵画                    | 21名                       | 藤森兼明                   | 2008年12月15日             |                                  |
| 第1分科 絵画                    | 21名                       | 藪野健                     | 2009年12月15日             |                                  |
| 第1分科 絵画                    | 21名                       | 土屋礼一                   | 2009年12月15日             |                                  |
| 第1分科 絵画                    | 21名                       | 福田千惠                   | 2009年12月15日             |                                  |
| 第1分科 絵画                    | 21名                       | 山本文彦                   | 2010年12月15日             |                                  |
| 第1分科 絵画                    | 21名                       | 福王寺一彦                 | 2010年12月15日             |                                  |
| 第1分科 絵画                    | 21名                       | 山﨑隆夫                   | 2012年12月15日             |                                  |
| 第1分科 絵画                    | 21名                       | 池口史子                   | 2012年12月15日             |                                  |
| 第1分科 絵画                    | 21名                       | 佐藤哲                     | 2015年12月15日             |                                  |
| 第1分科 絵画                    | 21名                       | 西田俊英                   | 2017年12月15日             |                                  |
| 第1分科 絵画                    | 21名                       | 馬越陽子                   | 2018年12月15日             |                                  |
| 第1分科 絵画                    | 21名                       | 伊藤髟耳                   | 2020年12月15日             |                                  |
| 第1分科 絵画                    | 21名                       | 村居正之                   | 2020年12月15日             |                                  |
| 第1分科 絵画                    | 21名                       | 千住博                     | 2022年3月1日               |                                  |
| 第1分科 絵画                    | 21名                       | 田渕俊夫                   | 2023年3月1日               | 文化勲章（2024年）               |
| 第1分科 絵画                    | 21名                       | 中林忠良                   | 2025年3月1日               |                                  |
| 第2分科 彫刻                    | 8名                        | 中村晋也                   | 1989年12月15日             | 文化勲章（2007年）               |
| 第2分科 彫刻                    | 8名                        | 蛭田二郎                   | 2005年12月15日             |                                  |
| 第2分科 彫刻                    | 8名                        | 能島征二                   | 2006年12月15日             |                                  |
| 第2分科 彫刻                    | 8名                        | 山本眞輔                   | 2008年12月15日             |                                  |
| 第2分科 彫刻                    | 8名                        | 神戸峰男                   | 2012年12月15日             |                                  |
| 第2分科 彫刻                    | 8名                        | 吉野毅                     | 2020年12月15日             |                                  |
| 第2分科 彫刻                    | 8名                        | 山田朝彦                   | 2020年12月15日             |                                  |
| 第2分科 彫刻                    | 8名                        | 宮瀬富之                   | 2022年3月1日               |                                  |
| 第3分科 工芸                    | 6名                        | 奥田小由女                 | 1998年12月15日             | 第一部長、文化勲章（2020年）     |
| 第3分科 工芸                    | 6名                        | 中井貞次                   | 2008年12月15日             |                                  |
| 第3分科 工芸                    | 6名                        | 森野泰明                   | 2010年12月15日             |                                  |
| 第3分科 工芸                    | 6名                        | 春山文典                   | 2019年12月15日             |                                  |
| 第3分科 工芸                    | 6名                        | 宮田亮平                   | 2023年3月1日               |                                  |
| 第3分科 工芸                    | 6名                        | 大樋年雄                   | 2025年3月1日               |                                  |
| 第4分科 書                      | 5名                        | 井茂圭洞                   | 2012年12月15日             | 文化勲章（2023年）               |
| 第4分科 書                      | 5名                        | 黒田賢一                   | 2019年12月15日             |                                  |
| 第4分科 書                      | 5名                        | 高木聖雨                   | 2020年12月15日             |                                  |
| 第4分科 書                      | 5名                        | 星弘道                     | 2022年3月1日               |                                  |
| 第4分科 書                      | 5名                        | 土橋靖子                   | 2024年3月1日               |                                  |
| 第5分科 建築・デザイン          | 4名                        | 伊東豊雄                   | 2022年3月1日               |                                  |
| 第5分科 建築・デザイン          | 4名                        | 横尾忠則                   | 2023年3月1日               |                                  |
| 第5分科 建築・デザイン          | 4名                        | 隈研吾                     | 2025年3月1日               |                                  |
| 第5分科 建築・デザイン          | 4名                        | 坂茂                       | 2025年3月1日               |                                  |
| 第6分科 写真・映像              | 4名                        | 杉本博司                   | 2023年3月1日               |                                  |
| 第6分科 写真・映像              | 4名                        | 中谷芙二子                 | 2024年3月1日               |                                  |
| 第6分科 写真・映像              | 4名                        | 十文字美信                 | 2025年3月1日               |                                  |
| 第6分科 写真・映像              | 4名                        | 畠山直哉                   | 2025年3月1日               |                                  |
| 第二部 文芸（27名）             |                            |                            |                            |                                  |
| 分科                            | 会員数                     | 氏名                       | 発令年月日                 | その他                           |
| 第7分科 小説・戯曲              | 12名                       | 竹西寛子                   | 1994年12月15日             |                                  |
| 第7分科 小説・戯曲              | 12名                       | 黒井千次                   | 2000年12月15日             | 元院長                           |
| 第7分科 小説・戯曲              | 12名                       | 津村節子                   | 2003年12月15日             |                                  |
| 第7分科 小説・戯曲              | 12名                       | 池澤夏樹                   | 2012年12月15日             |                                  |
| 第7分科 小説・戯曲              | 12名                       | 辻原登                     | 2016年12月15日             | 第二部長                         |
| 第7分科 小説・戯曲              | 12名                       | 村田喜代子                 | 2017年12月15日             |                                  |
| 第7分科 小説・戯曲              | 12名                       | 髙樹のぶ子                 | 2017年12月15日             |                                  |
| 第7分科 小説・戯曲              | 12名                       | 松浦寿輝                   | 2019年12月15日             |                                  |
| 第7分科 小説・戯曲              | 12名                       | 五木寛之                   | 2022年3月1日               |                                  |
| 第7分科 小説・戯曲              | 12名                       | 筒井康隆                   | 2024年3月1日               |                                  |
| 第7分科 小説・戯曲              | 12名                       | 小川洋子                   | 2024年3月1日               |                                  |
| 第7分科 小説・戯曲              | 12名                       | 多和田葉子                 | 2025年3月1日               |                                  |
| 第8分科 詩歌                    | 9名                        | 岡野弘彦                   | 1998年12月15日             | 文化勲章（2021年）               |
| 第8分科 詩歌                    | 9名                        | 中村稔                     | 1998年12月15日             |                                  |
| 第8分科 詩歌                    | 9名                        | 馬場あき子                 | 2003年12月15日             |                                  |
| 第8分科 詩歌                    | 9名                        | 佐佐木幸綱                 | 2008年12月15日             |                                  |
| 第8分科 詩歌                    | 9名                        | 吉増剛造                   | 2015年12月15日             |                                  |
| 第8分科 詩歌                    | 9名                        | 宇多喜代子                 | 2016年12月15日             |                                  |
| 第8分科 詩歌                    | 9名                        | 高橋睦郎                   | 2017年12月15日             | 文化勲章（2024年）               |
| 第8分科 詩歌                    | 9名                        | 荒川洋治                   | 2019年12月15日             |                                  |
| 第8分科 詩歌                    | 9名                        | 藤井貞和                   | 2025年3月1日               |                                  |
| 第9分科 評論・翻訳              | 3名                        | 三浦雅士                   | 2012年12月15日             |                                  |
| 第9分科 評論・翻訳              | 3名                        | 渡辺保                     | 2017年12月15日             |                                  |
| 第9分科 評論・翻訳              | 3名                        | 亀山郁夫                   | 2019年12月15日             |                                  |
| 第10分科 マンガ                 | 3名                        | つげ義春                   | 2022年3月1日               |                                  |
| 第10分科 マンガ                 | 3名                        | ちばてつや                 | 2022年3月1日               | 文化勲章（2024年）               |
| 第10分科 マンガ                 | 3名                        | 萩尾望都                   | 2024年3月1日               |                                  |
| 第三部 音楽・演劇・舞踊（38名） |                            |                            |                            |                                  |
| 分科                            | 会員数                     | 氏名                       | 発令年月日                 | その他                           |
| 第11分科 能楽                   | 6名                        | 野村萬                     | 2001年12月15日             | 日本芸術院長、文化勲章（2019年） |
| 第11分科 能楽                   | 6名                        | 梅若桜雪                   | 2007年12月15日             |                                  |
| 第11分科 能楽                   | 6名                        | 友枝昭世                   | 2011年12月15日             |                                  |
| 第11分科 能楽                   | 6名                        | 山本東次郎                 | 2017年12月15日             |                                  |
| 第11分科 能楽                   | 6名                        | 野村万作                   | 2022年3月1日               | 文化勲章（2023年）               |
| 第11分科 能楽                   | 6名                        | 観世清和                   | 2023年3月1日               |                                  |
| 第12分科 歌舞伎                 | 6名                        | 尾上菊五郎（七代目）       | 2000年12月15日             | 文化勲章（2021年）               |
| 第12分科 歌舞伎                 | 6名                        | 片岡仁左衛門               | 2006年12月15日             |                                  |
| 第12分科 歌舞伎                 | 6名                        | 松本白鸚                   | 2009年12月15日             | 文化勲章（2022年）               |
| 第12分科 歌舞伎                 | 6名                        | 中村梅玉                   | 2013年12月15日             |                                  |
| 第12分科 歌舞伎                 | 6名                        | 坂東玉三郎                 | 2019年12月15日             |                                  |
| 第12分科 歌舞伎                 | 6名                        | 中村魁春                   | 2025年3月1日               |                                  |
| 第13分科 文楽                   | 2名                        | 鶴澤清治                   | 2014年12月15日             |                                  |
| 第13分科 文楽                   | 2名                        | 桐竹勘十郎                 | 2025年3月1日               |                                  |
| 第14分科 邦楽                   | 3名                        | 山勢松韻                   | 2008年12月15日             | 文化勲章（2022年）               |
| 第14分科 邦楽                   | 3名                        | 東音宮田哲男               | 2015年12月15日             |                                  |
| 第14分科 邦楽                   | 3名                        | 豊英秋                     | 2020年12月15日             |                                  |
| 第15分科 洋楽                   | 5名                        | 堤剛                       | 2009年12月15日             | 第三部長、文化勲章（2024年）     |
| 第15分科 洋楽                   | 5名                        | 栗林義信                   | 2013年12月15日             |                                  |
| 第15分科 洋楽                   | 5名                        | 今井信子                   | 2024年3月1日               |                                  |
| 第15分科 洋楽                   | 5名                        | 野平一郎                   | 2024年3月1日               |                                  |
| 第15分科 洋楽                   | 5名                        | 尾高忠明                   | 2025年3月1日               |                                  |
| 第16分科 舞踊                   | 7名                        | 森下洋子                   | 2002年12月15日             |                                  |
| 第16分科 舞踊                   | 7名                        | 井上八千代                 | 2013年12月15日             |                                  |
| 第16分科 舞踊                   | 7名                        | 藤間勘祖                   | 2014年12月15日             |                                  |
| 第16分科 舞踊                   | 7名                        | 宮城能鳳                   | 2024年3月1日               |                                  |
| 第16分科 舞踊                   | 7名                        | 尾上墨雪                   | 2024年3月1日               |                                  |
| 第16分科 舞踊                   | 7名                        | 勅使川原三郎               | 2024年3月1日               |                                  |
| 第16分科 舞踊                   | 7名                        | 吉田都                     | 2024年3月1日               |                                  |
| 第17分科 演劇                   | 5名                        | 白石加代子                 | 2023年3月1日               |                                  |
| 第17分科 演劇                   | 5名                        | 麻実れい                   | 2023年3月1日               |                                  |
| 第17分科 演劇                   | 5名                        | 樫山文枝                   | 2024年3月1日               |                                  |
| 第17分科 演劇                   | 5名                        | 橋爪功                     | 2025年3月1日               |                                  |
| 第17分科 演劇                   | 5名                        | 野田秀樹                   | 2025年3月1日               |                                  |
| 第18分科 映画                   | 4名                        | 山田洋次                   | 2008年12月15日             | 文化勲章（2012年）               |
| 第18分科 映画                   | 4名                        | 黒柳徹子                   | 2023年3月1日               |                                  |
| 第18分科 映画                   | 4名                        | 倍賞千恵子                 | 2025年3月1日               |                                  |
| 第18分科 映画                   | 4名                        | 富野由悠季                 | 2025年3月1日               |                                  |

## 歴代会員一覧

### 帝国美術院 歴代会員
| 氏名             | 発令年月日     | 生年   | 没年      | 備考                                                           |
| ---------------- | -------------- | ------ | --------- | -------------------------------------------------------------- |
| 富岡鉄斎         | 1919年9月8日   | 1837年 | 1924年    | 日本画（文人画）                                               |
| 松本楓湖         | 1919年9月8日   | 1840年 | 1923年    | 日本画                                                         |
| 今尾景年         | 1919年9月8日   | 1845年 | 1924年    | 日本画                                                         |
| 高村光雲         | 1919年9月8日   | 1852年 | 1934年    | 彫刻。1927年辞任、1930年再任                                   |
| 小堀鞆音         | 1919年9月8日   | 1864年 | 1931年    | 日本画                                                         |
| 竹内栖鳳         | 1919年9月8日   | 1864年 | 1942年[§] | 日本画                                                         |
| 黒田清輝         | 1919年9月8日   | 1866年 | 1924年    | 洋画                                                           |
| 中村不折         | 1919年9月8日   | 1866年 | 1943年[§] | 洋画                                                           |
| 新海竹太郎       | 1919年9月8日   | 1868年 | 1927年    | 彫刻                                                           |
| 岡田三郎助       | 1919年9月8日   | 1869年 | 1939年[§] | 洋画                                                           |
| 山元春拳         | 1919年9月8日   | 1872年 | 1933年    | 日本画                                                         |
| 川合玉堂         | 1919年9月8日   | 1873年 | 1957年[§] | 日本画                                                         |
| 和田英作         | 1919年9月8日   | 1874年 | 1959年[§] | 洋画                                                           |
| 藤島武二         | 1924年5月12日  | 1867年 | 1943年[§] | 洋画                                                           |
| 荒木十畝         | 1924年5月12日  | 1872年 | 1944年[§] |                                                                |
| 小室翠雲         | 1924年5月12日  | 1874年 | 1945年[§] | 日本画                                                         |
| 朝倉文夫         | 1924年5月12日  | 1883年 | 1964年[§] | 彫刻。1928年辞任                                               |
| 都路華香         | 1925年7月27日  | 1871年 | 1931年    | 日本画                                                         |
| 満谷国四郎       | 1925年7月27日  | 1874年 | 1936年    | 洋画                                                           |
| 結城素明         | 1925年7月27日  | 1875年 | 1957年[§] | 日本画                                                         |
| 菊池契月         | 1925年7月27日  | 1879年 | 1955年[§] | 日本画                                                         |
| 北村西望         | 1925年7月27日  | 1884年 | 1987年[§] | 彫刻                                                           |
| 山崎朝雲         | 1927年6月29日  | 1867年 | 1954年[§] | 彫刻                                                           |
| 建畠大夢         | 1927年6月29日  | 1880年 | 1942年[§] | 彫刻                                                           |
| 内藤伸           | 1927年6月29日  | 1882年 | 1967年[§] | 彫刻                                                           |
| 和田三造         | 1927年6月29日  | 1883年 | 1967年[§] | 洋画                                                           |
| 板谷波山         | 1929年9月2日   | 1872年 | 1963年[§] | 陶芸                                                           |
| 香取秀真         | 1929年9月2日   | 1874年 | 1954年[§] |                                                                |
| 鏑木清方         | 1929年9月2日   | 1878年 | 1972年[§] | 日本画                                                         |
| 西山翠嶂         | 1929年9月2日   | 1879年 | 1958年[§] | 日本画                                                         |
| 南薫造           | 1929年9月2日   | 1883年 | 1950年[§] | 洋画                                                           |
| 赤塚自得         | 1930年7月11日  | 1871年 | 1936年    | 漆芸                                                           |
| 中沢弘光         | 1930年7月11日  | 1874年 | 1964年[§] | 洋画                                                           |
| 五代目清水六兵衛 | 1930年7月11日  | 1875年 | 1959年[§] | 陶芸。隠居名・清水六和                                         |
| 平福百穂         | 1930年7月11日  | 1877年 | 1933年    | 日本画                                                         |
| 松岡映丘         | 1930年7月11日  | 1881年 | 1938年[§] | 日本画                                                         |
| 川村曼舟         | 1931年10月5日  | 1880年 | 1942年[§] | 日本画                                                         |
| 松林桂月         | 1932年10月5日  | 1876年 | 1963年[§] | 日本画                                                         |
| 西村五雲         | 1933年9月19日  | 1877年 | 1938年[§] | 日本画                                                         |
| 土田麦僊         | 1934年11月20日 | 1887年 | 1936年    | 日本画                                                         |
| 横山大観         | 1935年6月1日   | 1868年 | 1958年[§] | 日本画                                                         |
| 平櫛田中         | 1935年6月1日   | 1872年 | 1979年[§] | 彫刻                                                           |
| 清水南山         | 1935年6月1日   | 1875年 | 1948年[§] | 彫金                                                           |
| 冨田溪仙         | 1935年6月1日   | 1879年 | 1936年    | 日本画                                                         |
| 山下新太郎       | 1935年6月1日   | 1881年 | 1966年[§] | 洋画                                                           |
| 小杉放庵         | 1935年6月1日   | 1881年 | 1964年    | 洋画。1935年のうちに辞任（1937年、改めて帝国芸術院会員に選任） |
| 有島生馬         | 1935年6月1日   | 1882年 | 1974年[§] | 洋画                                                           |
| 石井柏亭         | 1935年6月1日   | 1882年 | 1958年[§] | 洋画                                                           |
| 小林古径         | 1935年6月1日   | 1883年 | 1957年[§] | 日本画                                                         |
| 藤川勇造         | 1935年6月1日   | 1883年 | 1935年    | 彫刻                                                           |
| 橋本関雪         | 1935年6月1日   | 1883年 | 1945年[§] | 日本画                                                         |
| 安田靫彦         | 1935年6月1日   | 1884年 | 1978年[§] | 日本画                                                         |
| 前田青邨         | 1935年6月1日   | 1885年 | 1977年[§] | 日本画                                                         |
| 川端龍子         | 1935年6月1日   | 1885年 | 1966年[§] | 日本画                                                         |
| 富本憲吉         | 1935年6月1日   | 1886年 | 1963年[§] | 陶芸                                                           |
| 梅原龍三郎       | 1935年6月1日   | 1888年 | 1986年[§] | 洋画                                                           |
| 安井曾太郎       | 1935年6月1日   | 1888年 | 1955年[§] | 洋画                                                           |
| 佐藤玄々         | 1935年6月1日   | 1888年 | 1963年[§] | 彫刻                                                           |
| 齋藤素巌         | 1935年6月1日   | 1889年 | 1974年[§] | 彫刻                                                           |
| 津田信夫         | 1935年7月30日  | 1875年 | 1946年[§] | 鋳金                                                           |
| 藤井浩佑         | 1936年1月14日  | 1882年 | 1958年[§] | 彫刻                                                           |

^§ 1937年、帝国芸術院会員に任命

### 第一部 歴代会員
| 氏名             | 発令時分科     | 発令年月日     | 生年   | 没年   | 備考                                                    |
| ---------------- | -------------- | -------------- | ------ | ------ | ------------------------------------------------------- |
| 竹内栖鳳         | 日本画         | 1937年6月24日  | 1864年 | 1942年 | 文化勲章（1937年）                                      |
| 横山大観         | 日本画         | 1937年6月24日  | 1868年 | 1958年 | 文化勲章（1937年）。1950年辞任                          |
| 荒木十畝         | 日本画         | 1937年6月24日  | 1872年 | 1944年 |                                                         |
| 川合玉堂         | 日本画         | 1937年6月24日  | 1873年 | 1957年 | 文化勲章（1940年）                                      |
| 小室翠雲         | 日本画         | 1937年6月24日  | 1874年 | 1945年 |                                                         |
| 結城素明         | 日本画         | 1937年6月24日  | 1875年 | 1957年 |                                                         |
| 松林桂月         | 日本画         | 1937年6月24日  | 1876年 | 1963年 | 文化勲章（1958年）                                      |
| 西村五雲         | 日本画         | 1937年6月24日  | 1877年 | 1938年 |                                                         |
| 鏑木清方         | 日本画         | 1937年6月24日  | 1878年 | 1972年 | 文化勲章（1954年）                                      |
| 西山翠嶂         | 日本画         | 1937年6月24日  | 1879年 | 1958年 | 文化勲章（1957年）                                      |
| 菊池契月         | 日本画         | 1937年6月24日  | 1879年 | 1955年 |                                                         |
| 川村曼舟         | 日本画         | 1937年6月24日  | 1880年 | 1942年 |                                                         |
| 松岡映丘         | 日本画         | 1937年6月24日  | 1881年 | 1938年 |                                                         |
| 小林古径         | 日本画         | 1937年6月24日  | 1883年 | 1957年 | 文化勲章（1950年）                                      |
| 橋本関雪         | 日本画         | 1937年6月24日  | 1883年 | 1945年 |                                                         |
| 安田靫彦         | 日本画         | 1937年6月24日  | 1884年 | 1978年 | 文化勲章（1948年）                                      |
| 前田青邨         | 日本画         | 1937年6月24日  | 1885年 | 1977年 | 文化勲章（1955年）                                      |
| 川端龍子         | 日本画         | 1937年6月24日  | 1885年 | 1966年 | 文化勲章（1959年）。1941年辞任                          |
| 中村不折         | 洋画           | 1937年6月24日  | 1866年 | 1943年 |                                                         |
| 藤島武二         | 洋画           | 1937年6月24日  | 1867年 | 1943年 | 文化勲章（1937年）                                      |
| 岡田三郎助       | 洋画           | 1937年6月24日  | 1869年 | 1939年 | 文化勲章（1937年）                                      |
| 中沢弘光         | 洋画           | 1937年6月24日  | 1874年 | 1964年 |                                                         |
| 和田英作         | 洋画           | 1937年6月24日  | 1874年 | 1959年 | 文化勲章（1943年）、第一部長（1953年 - 1955年）         |
| 山下新太郎       | 洋画           | 1937年6月24日  | 1881年 | 1966年 |                                                         |
| 小杉放庵         | 洋画           | 1937年6月24日  | 1881年 | 1964年 | 1958年辞任                                              |
| 石井柏亭         | 洋画           | 1937年6月24日  | 1882年 | 1958年 |                                                         |
| 有島生馬         | 洋画           | 1937年6月24日  | 1882年 | 1974年 |                                                         |
| 和田三造         | 洋画           | 1937年6月24日  | 1883年 | 1967年 |                                                         |
| 南薫造           | 洋画           | 1937年6月24日  | 1883年 | 1950年 |                                                         |
| 梅原龍三郎       | 洋画           | 1937年6月24日  | 1888年 | 1986年 | 文化勲章（1952年）。1957年辞任                          |
| 安井曾太郎       | 洋画           | 1937年6月24日  | 1888年 | 1955年 | 文化勲章（1952年）                                      |
| 山崎朝雲         | 彫塑           | 1937年6月24日  | 1867年 | 1954年 |                                                         |
| 平櫛田中         | 彫塑           | 1937年6月24日  | 1872年 | 1979年 | 文化勲章（1962年）                                      |
| 建畠大夢         | 彫塑           | 1937年6月24日  | 1880年 | 1942年 |                                                         |
| 内藤伸           | 彫塑           | 1937年6月24日  | 1882年 | 1967年 |                                                         |
| 藤井浩佑         | 彫塑           | 1937年6月24日  | 1882年 | 1958年 |                                                         |
| 朝倉文夫         | 彫塑           | 1937年6月24日  | 1883年 | 1964年 | 文化勲章（1948年）、第一部長（1956年 - 1959年）         |
| 北村西望         | 彫塑           | 1937年6月24日  | 1884年 | 1987年 | 文化勲章（1958年）                                      |
| 佐藤玄々         | 彫塑           | 1937年6月24日  | 1888年 | 1963年 |                                                         |
| 齋藤素巌         | 彫塑           | 1937年6月24日  | 1889年 | 1974年 |                                                         |
| 板谷波山         | 工芸           | 1937年6月24日  | 1872年 | 1963年 | 陶芸。文化勲章（1953年）                                |
| 香取秀真         | 工芸           | 1937年6月24日  | 1874年 | 1954年 | 鋳金。文化勲章（1953年）                                |
| 清水六和         | 工芸           | 1937年6月24日  | 1875年 | 1959年 | 陶芸。前名・五代目清水六兵衛                            |
| 清水南山         | 工芸           | 1937年6月24日  | 1875年 | 1948年 | 彫金                                                    |
| 津田信夫         | 工芸           | 1937年6月24日  | 1875年 | 1946年 | 鋳金                                                    |
| 富本憲吉         | 工芸           | 1937年6月24日  | 1886年 | 1963年 | 陶芸。文化勲章（1961年）。1946年辞任                    |
| 比田井天来       | 書             | 1937年6月24日  | 1872年 | 1939年 |                                                         |
| 尾上柴舟         | 書             | 1937年6月24日  | 1876年 | 1957年 |                                                         |
| 伊東忠太         | 建築           | 1937年6月24日  | 1867年 | 1954年 | 文化勲章（1943年）                                      |
| 塚本靖           | 建築           | 1937年6月24日  | 1869年 | 1937年 |                                                         |
| 上村松園         | 日本画         | 1941年7月4日   | 1875年 | 1949年 | 文化勲章（1948年）                                      |
| 小林萬吾         | 洋画           | 1941年7月4日   | 1870年 | 1947年 |                                                         |
| 藤田嗣治         | 洋画           | 1941年7月4日   | 1886年 | 1968年 | 1955年辞任（同年フランスに帰化）                        |
| 六角紫水         | 工芸           | 1941年7月4日   | 1867年 | 1950年 | 漆芸                                                    |
| 大熊喜邦         | 建築           | 1941年12月22日 | 1877年 | 1952年 |                                                         |
| 野田九浦         | 日本画         | 1947年4月17日  | 1879年 | 1971年 |                                                         |
| 奥村土牛         | 日本画         | 1947年4月17日  | 1889年 | 1990年 | 文化勲章（1962年）                                      |
| 福田平八郎       | 日本画         | 1947年4月17日  | 1892年 | 1974年 | 文化勲章（1961年）                                      |
| 辻永             | 洋画           | 1947年4月17日  | 1884年 | 1974年 | 第一部長（1959年 - 1965年）                             |
| 松田権六         | 工芸           | 1947年4月17日  | 1896年 | 1986年 | 漆芸。文化勲章（1976年）                                |
| 小野竹喬         | 日本画         | 1947年7月14日  | 1889年 | 1979年 | 文化勲章（1976年）                                      |
| 中村岳陵         | 日本画         | 1947年7月14日  | 1890年 | 1969年 | 文化勲章（1962年）                                      |
| 須田國太郎       | 洋画           | 1947年7月14日  | 1891年 | 1961年 |                                                         |
| 海野清           | 工芸           | 1947年7月14日  | 1884年 | 1956年 | 彫金                                                    |
| 豊道春海         | 書             | 1947年7月14日  | 1878年 | 1970年 |                                                         |
| 川島理一郎       | 洋画           | 1948年10月5日  | 1886年 | 1971年 |                                                         |
| 石井鶴三         | 彫塑           | 1950年6月1日   | 1887年 | 1973年 |                                                         |
| 堂本印象         | 日本画         | 1950年12月15日 | 1891年 | 1975年 | 文化勲章（1961年）                                      |
| 山口蓬春         | 日本画         | 1950年12月15日 | 1893年 | 1971年 | 文化勲章（1965年）                                      |
| 中村研一         | 洋画           | 1950年12月15日 | 1895年 | 1967年 |                                                         |
| 二十代目堆朱楊成 | 工芸           | 1950年12月15日 | 1880年 | 1952年 | 堆朱                                                    |
| 高村豊周         | 工芸           | 1950年12月15日 | 1890年 | 1972年 | 彫金                                                    |
| 岩田藤七         | 工芸           | 1954年1月1日   | 1893年 | 1980年 | ガラス工芸                                              |
| 吉田五十八       | 建築           | 1954年1月1日   | 1894年 | 1974年 | 文化勲章（1964年）                                      |
| 吉田三郎         | 彫塑           | 1955年1月1日   | 1889年 | 1962年 |                                                         |
| 村野藤吾         | 建築           | 1955年1月1日   | 1891年 | 1984年 | 文化勲章（1967年）                                      |
| 徳岡神泉         | 日本画         | 1957年2月28日  | 1896年 | 1972年 | 文化勲章（1966年）                                      |
| 金山平三         | 洋画           | 1957年2月28日  | 1883年 | 1964年 |                                                         |
| 長谷川昇         | 洋画           | 1957年2月28日  | 1886年 | 1973年 |                                                         |
| 山鹿清華         | 工芸           | 1957年2月28日  | 1885年 | 1981年 | 染織                                                    |
| 山崎覚太郎       | 工芸           | 1957年2月28日  | 1899年 | 1984年 | 漆芸                                                    |
| 堅山南風         | 日本画         | 1958年5月1日   | 1887年 | 1980年 | 文化勲章（1968年）                                      |
| 伊東深水         | 日本画         | 1958年5月1日   | 1898年 | 1972年 |                                                         |
| 金島桂華         | 日本画         | 1959年5月1日   | 1892年 | 1974年 |                                                         |
| 児玉希望         | 日本画         | 1959年5月1日   | 1898年 | 1971年 |                                                         |
| 小絲源太郎       | 洋画           | 1959年5月1日   | 1887年 | 1978年 | 文化勲章（1965年）                                      |
| 寺内萬治郎       | 洋画           | 1960年3月1日   | 1890年 | 1964年 |                                                         |
| 東郷青児         | 洋画           | 1960年3月1日   | 1897年 | 1978年 |                                                         |
| 小山敬三         | 洋画           | 1960年3月1日   | 1897年 | 1987年 | 文化勲章（1975年）                                      |
| 鈴木翠軒         | 書             | 1960年3月1日   | 1889年 | 1976年 |                                                         |
| 宇田荻邨         | 日本画         | 1961年7月20日  | 1896年 | 1980年 |                                                         |
| 澤田政廣         | 彫塑           | 1962年2月1日   | 1894年 | 1988年 | 文化勲章（1979年）                                      |
| 加藤顕清         | 彫塑           | 1962年2月1日   | 1894年 | 1966年 |                                                         |
| 楠部彌弌         | 工芸           | 1962年2月1日   | 1897年 | 1984年 | 陶芸。文化勲章（1978年）                                |
| 六代目清水六兵衛 | 工芸           | 1962年2月1日   | 1901年 | 1980年 | 陶芸                                                    |
| 川村驥山         | 書             | 1962年2月1日   | 1882年 | 1969年 |                                                         |
| 谷口吉郎         | 建築           | 1962年2月1日   | 1904年 | 1979年 | 文化勲章（1973年）                                      |
| 大久保作次郎     | 洋画           | 1963年2月1日   | 1890年 | 1973年 |                                                         |
| 鬼頭鍋三郎       | 洋画           | 1963年2月1日   | 1899年 | 1982年 |                                                         |
| 雨宮治郎         | 彫塑           | 1964年1月15日  | 1889年 | 1970年 |                                                         |
| 東山魁夷         | 日本画         | 1965年1月15日  | 1908年 | 1999年 | 文化勲章（1969年）                                      |
| 清水多嘉示       | 彫塑           | 1965年1月15日  | 1897年 | 1981年 |                                                         |
| 宮本三郎         | 洋画           | 1966年1月15日  | 1905年 | 1974年 |                                                         |
| 井上良斎         | 工芸           | 1966年1月15日  | 1888年 | 1971年 | 陶芸                                                    |
| 耳野卯三郎       | 洋画           | 1967年1月15日  | 1891年 | 1974年 |                                                         |
| 田﨑広助         | 洋画           | 1967年1月15日  | 1898年 | 1984年 | 文化勲章（1975年）                                      |
| 古賀忠雄         | 彫塑           | 1967年1月15日  | 1903年 | 1979年 |                                                         |
| 松田尚之         | 彫塑           | 1968年1月15日  | 1898年 | 1995年 |                                                         |
| 鈴木信太郎       | 洋画           | 1969年1月15日  | 1895年 | 1989年 |                                                         |
| 岡鹿之助         | 洋画           | 1969年1月15日  | 1898年 | 1978年 | 文化勲章（1972年）                                      |
| 井手宣通         | 洋画           | 1969年12月15日 | 1912年 | 1993年 |                                                         |
| 大内青圃         | 彫塑           | 1969年12月15日 | 1898年 | 1981年 |                                                         |
| 西川寧           | 書             | 1969年12月15日 | 1902年 | 1989年 | 文化勲章（1985年）                                      |
| 杉山寧           | 日本画         | 1970年12月15日 | 1909年 | 1993年 | 文化勲章（1974年）                                      |
| 圓鍔勝三         | 彫塑           | 1970年12月15日 | 1905年 | 2003年 | 文化勲章（1988年）                                      |
| 山口華楊         | 日本画         | 1971年12月15日 | 1899年 | 1984年 | 文化勲章（1981年）                                      |
| 橋本明治         | 日本画         | 1971年12月15日 | 1904年 | 1991年 | 文化勲章（1974年）                                      |
| 松本芳翠         | 書             | 1971年12月15日 | 1893年 | 1971年 | 発令翌日（1971年12月16日）に死亡                        |
| 郷倉千靱         | 日本画         | 1972年12月15日 | 1892年 | 1975年 |                                                         |
| 髙山辰雄         | 日本画         | 1972年12月15日 | 1912年 | 2007年 | 文化勲章（1982年）                                      |
| 鈴木千久馬       | 洋画           | 1972年12月15日 | 1894年 | 1980年 |                                                         |
| 安東聖空         | 書             | 1972年12月15日 | 1893年 | 1983年 |                                                         |
| 奥田元宋         | 日本画         | 1973年12月15日 | 1912年 | 2003年 | 文化勲章（1984年）                                      |
| 小堀進           | 洋画           | 1974年12月15日 | 1904年 | 1975年 |                                                         |
| 富永直樹         | 彫塑           | 1974年12月15日 | 1913年 | 2006年 | 文化勲章（1989年）                                      |
| 帖佐美行         | 工芸           | 1974年12月15日 | 1915年 | 2002年 | 彫金。文化勲章（1993年）                                |
| 森田沙伊         | 日本画         | 1975年12月15日 | 1898年 | 1993年 |                                                         |
| 野口彌太郎       | 洋画           | 1975年12月15日 | 1899年 | 1976年 |                                                         |
| 蓮田修吾郎       | 工芸           | 1975年12月15日 | 1915年 | 2010年 | 鋳金。文化勲章（1991年）                                |
| 中村順平         | 建築           | 1975年12月15日 | 1887年 | 1977年 |                                                         |
| 小倉遊亀         | 日本画         | 1976年12月15日 | 1895年 | 2000年 | 文化勲章（1980年）                                      |
| 池田遙邨         | 日本画         | 1976年12月15日 | 1895年 | 1988年 | 文化勲章（1987年）                                      |
| 吉井淳二         | 洋画           | 1976年12月15日 | 1904年 | 2004年 | 文化勲章（1989年）                                      |
| 森田茂           | 洋画           | 1976年12月15日 | 1907年 | 2009年 | 文化勲章（1993年）                                      |
| 岩田正巳         | 日本画         | 1977年12月15日 | 1893年 | 1988年 |                                                         |
| 新道繁           | 洋画           | 1977年12月15日 | 1907年 | 1981年 |                                                         |
| 木下繁           | 彫塑           | 1977年12月15日 | 1908年 | 1988年 |                                                         |
| 日比野五鳳       | 書             | 1977年12月15日 | 1901年 | 1985年 |                                                         |
| 森白甫           | 日本画         | 1978年12月15日 | 1898年 | 1980年 |                                                         |
| 髙田誠           | 洋画           | 1978年12月15日 | 1913年 | 1992年 |                                                         |
| 今井兼次         | 建築           | 1978年12月15日 | 1895年 | 1987年 |                                                         |
| 三輪晁勢         | 日本画         | 1979年12月15日 | 1901年 | 1983年 |                                                         |
| 高光一也         | 洋画           | 1979年12月15日 | 1907年 | 1986年 |                                                         |
| 西山英雄         | 日本画         | 1980年12月15日 | 1911年 | 1989年 |                                                         |
| 佐藤太清         | 日本画         | 1980年12月15日 | 1913年 | 2004年 | 文化勲章（1992年）                                      |
| 田村一男         | 洋画           | 1980年12月15日 | 1904年 | 1997年 |                                                         |
| 北村治禧         | 彫塑           | 1980年12月15日 | 1915年 | 2001年 |                                                         |
| 晝間弘           | 彫塑           | 1980年12月15日 | 1916年 | 1984年 |                                                         |
| 海老原一郎       | 建築           | 1980年12月15日 | 1905年 | 1990年 |                                                         |
| 上村松篁         | 日本画         | 1981年12月15日 | 1902年 | 2001年 | 文化勲章（1984年）                                      |
| 岩橋英遠         | 日本画         | 1981年12月15日 | 1903年 | 1999年 | 文化勲章（1994年）                                      |
| 中村琢二         | 洋画           | 1981年12月15日 | 1897年 | 1988年 |                                                         |
| 牛島憲之         | 洋画           | 1981年12月15日 | 1900年 | 1997年 | 文化勲章（1983年）                                      |
| 佐治賢使         | 工芸           | 1981年12月15日 | 1914年 | 1999年 | 漆芸。文化勲章（1995年）                                |
| 髙橋節郎         | 工芸           | 1981年12月15日 | 1914年 | 2007年 | 漆芸。文化勲章（1997年）                                |
| 片岡球子         | 日本画         | 1982年12月15日 | 1905年 | 2008年 | 文化勲章（1989年）                                      |
| 小磯良平         | 洋画           | 1982年12月15日 | 1903年 | 1988年 | 文化勲章（1983年）                                      |
| 淀井敏夫         | 彫塑           | 1982年12月15日 | 1911年 | 2005年 | 文化勲章（2001年）                                      |
| 吉賀大眉         | 工芸           | 1982年12月15日 | 1915年 | 1991年 | 陶芸                                                    |
| 田村孝之介       | 洋画           | 1983年12月15日 | 1903年 | 1986年 |                                                         |
| 進藤武松         | 彫塑           | 1983年12月15日 | 1909年 | 2000年 |                                                         |
| 青山杉雨         | 書             | 1983年12月15日 | 1912年 | 1993年 | 文化勲章（1992年）                                      |
| 濱田觀           | 日本画         | 1984年12月15日 | 1898年 | 1985年 |                                                         |
| 加藤東一         | 日本画         | 1984年12月15日 | 1916年 | 1996年 |                                                         |
| 西山真一         | 洋画           | 1984年12月15日 | 1906年 | 1989年 |                                                         |
| 伊藤清永         | 洋画           | 1984年12月15日 | 1911年 | 2001年 | 文化勲章（1996年）                                      |
| 浅蔵五十吉       | 工芸           | 1984年12月15日 | 1913年 | 1998年 | 陶芸。文化勲章（1996年）                                |
| 大久保婦久子     | 工芸           | 1985年12月15日 | 1919年 | 2000年 | 皮革工芸。文化勲章（2000年）                            |
| 村上三島         | 書             | 1985年12月15日 | 1912年 | 2005年 | 文化勲章（1998年）                                      |
| 大江宏           | 建築           | 1985年12月15日 | 1913年 | 1989年 |                                                         |
| 大山忠作         | 日本画         | 1986年12月15日 | 1922年 | 2009年 | 文化勲章（2006年）                                      |
| 菅野矢一         | 洋画           | 1986年12月15日 | 1908年 | 1991年 |                                                         |
| 三坂耿一郎       | 彫塑           | 1986年12月15日 | 1908年 | 1995年 |                                                         |
| 服部正一郎       | 洋画           | 1987年12月15日 | 1907年 | 1995年 |                                                         |
| 香取正彦         | 工芸           | 1987年12月15日 | 1899年 | 1988年 | 鋳金                                                    |
| 浦田正夫         | 日本画         | 1988年12月15日 | 1910年 | 1997年 |                                                         |
| 楢原健三         | 洋画           | 1988年12月15日 | 1907年 | 1999年 |                                                         |
| 渡邉武夫         | 洋画           | 1988年12月15日 | 1916年 | 2003年 |                                                         |
| 野々村一男       | 彫塑           | 1988年12月15日 | 1906年 | 2008年 |                                                         |
| 蘆原義信         | 建築           | 1988年12月15日 | 1918年 | 2003年 | 文化勲章（1998年）                                      |
| 濵田臺兒         | 日本画         | 1989年12月15日 | 1916年 | 2010年 |                                                         |
| 加倉井和夫       | 日本画         | 1989年12月15日 | 1919年 | 1995年 |                                                         |
| 小森邦夫         | 彫塑           | 1989年12月15日 | 1917年 | 1993年 |                                                         |
| 中村晋也         | 彫塑           | 1989年12月15日 | 1926年 |        | 文化勲章（2007年）                                      |
| 藤田喬平         | 工芸           | 1989年12月15日 | 1921年 | 2004年 | ガラス工芸。文化勲章（2002年）                          |
| 杉岡華邨         | 書             | 1989年12月15日 | 1913年 | 2012年 | 文化勲章（2000年）                                      |
| 池原義郎         | 建築           | 1989年12月15日 | 1928年 | 2017年 |                                                         |
| 寺田竹雄         | 洋画           | 1990年12月15日 | 1908年 | 1993年 |                                                         |
| 大内田茂士       | 洋画           | 1990年12月15日 | 1913年 | 1994年 |                                                         |
| 吉村順三         | 建築           | 1990年12月15日 | 1908年 | 1997年 |                                                         |
| 鈴木竹柏         | 日本画         | 1991年12月15日 | 1918年 | 2020年 |                                                         |
| 佐竹徳           | 洋画           | 1991年12月15日 | 1897年 | 1998年 |                                                         |
| 國領經郎         | 洋画           | 1991年12月15日 | 1919年 | 1999年 |                                                         |
| 関主税           | 日本画         | 1992年12月15日 | 1919年 | 2000年 |                                                         |
| 青木龍山         | 工芸           | 1992年12月15日 | 1926年 | 2008年 | 陶芸。文化勲章（2005年）                                |
| 藤本東一良       | 洋画           | 1993年12月15日 | 1913年 | 1998年 |                                                         |
| 小林斗盦         | 書             | 1993年12月15日 | 1916年 | 2007年 | 文化勲章（2004年）                                      |
| 福王寺法林       | 日本画         | 1994年12月15日 | 1920年 | 2012年 | 文化勲章（2004年）                                      |
| 松尾敏男         | 日本画         | 1994年12月15日 | 1926年 | 2016年 | 文化勲章（2012年）                                      |
| 鶴岡義雄         | 洋画           | 1994年12月15日 | 1917年 | 2007年 |                                                         |
| 芝田米三         | 洋画           | 1994年12月15日 | 1926年 | 2006年 |                                                         |
| 雨宮敬子         | 彫塑           | 1994年12月15日 | 1931年 | 2019年 |                                                         |
| 平松讓           | 洋画           | 1995年12月15日 | 1914年 | 2013年 |                                                         |
| 織田廣喜         | 洋画           | 1995年12月15日 | 1914年 | 2012年 |                                                         |
| 長江録弥         | 彫塑           | 1995年12月15日 | 1926年 | 2005年 |                                                         |
| 奥谷博           | 洋画           | 1996年12月15日 | 1934年 |        | 文化勲章（2017年）                                      |
| 橋本堅太郎       | 彫塑           | 1996年12月15日 | 1930年 | 2021年 |                                                         |
| 白鳥映雪         | 日本画         | 1997年12月15日 | 1912年 | 2007年 |                                                         |
| 郷倉和子         | 日本画         | 1997年12月15日 | 1914年 | 2016年 |                                                         |
| 中山忠彦         | 洋画           | 1998年12月15日 | 1935年 | 2024年 |                                                         |
| 寺島龍一         | 洋画           | 1998年12月15日 | 1918年 | 2001年 |                                                         |
| 奥田小由女       | 工芸           | 1998年12月15日 | 1936年 |        | 人形制作。文化勲章（2020年）。第一部長（2022年 - 現職） |
| 黒川紀章         | 建築           | 1998年12月15日 | 1934年 | 2007年 |                                                         |
| 佐藤圀夫         | 日本画         | 1999年12月15日 | 1922年 | 2006年 |                                                         |
| 山岸純           | 日本画         | 1999年12月15日 | 1930年 | 2000年 |                                                         |
| 島田章三         | 洋画           | 1999年12月15日 | 1933年 | 2016年 |                                                         |
| 大樋年朗         | 工芸           | 1999年12月15日 | 1927年 | 2023年 | 陶芸。文化勲章（2011年）。別名・十代大樋長左衛門        |
| 岩澤重夫         | 日本画         | 2000年12月15日 | 1917年 | 2009年 |                                                         |
| 庄司榮吉         | 洋画           | 2000年12月15日 | 1927年 | 2015年 |                                                         |
| 中路融人         | 日本画         | 2001年12月15日 | 1933年 | 2017年 |                                                         |
| 絹谷幸二         | 洋画           | 2001年12月15日 | 1943年 | 2025年 | 文化勲章（2021年）                                      |
| 雨宮淳           | 彫塑           | 2001年12月15日 | 1937年 | 2010年 |                                                         |
| 上村淳之         | 日本画         | 2002年12月15日 | 1933年 | 2024年 | 文化勲章（2022年）                                      |
| 那波多目功一     | 日本画         | 2002年12月15日 | 1933年 |        |                                                         |
| 淸原啓一         | 洋画           | 2002年12月15日 | 1927年 | 2008年 |                                                         |
| 三谷吾一         | 工芸           | 2002年12月15日 | 1919年 | 2017年 | 漆芸                                                    |
| 塗師祥一郎       | 洋画           | 2003年12月15日 | 1932年 | 2016年 |                                                         |
| 今井政之         | 工芸           | 2003年12月15日 | 1930年 | 2023年 | 陶芸。文化勲章（2018年）                                |
| 山本貞           | 洋画           | 2004年12月15日 | 1934年 |        |                                                         |
| 澄川喜一         | 彫塑           | 2004年12月15日 | 1931年 | 2023年 | 文化勲章（2020年）、第一部長（2016年 - 2022年）         |
| 川﨑普照         | 彫塑           | 2004年12月15日 | 1931年 | 2024年 |                                                         |
| 岡田新一         | 建築           | 2004年12月15日 | 1928年 | 2014年 |                                                         |
| 寺坂公雄         | 洋画           | 2005年12月15日 | 1933年 |        |                                                         |
| 蛭田二郎         | 彫塑           | 2005年12月15日 | 1933年 |        |                                                         |
| 河合誓德         | 工芸           | 2005年12月15日 | 1927年 | 2010年 | 陶芸                                                    |
| 川﨑春彦         | 日本画         | 2006年12月15日 | 1929年 | 2018年 |                                                         |
| 岩倉壽           | 日本画         | 2006年12月15日 | 1936年 | 2018年 |                                                         |
| 村田省蔵         | 洋画           | 2006年12月15日 | 1929年 | 2018年 |                                                         |
| 能島征二         | 彫塑           | 2006年12月15日 | 1941年 |        |                                                         |
| 古谷蒼韻         | 書             | 2006年12月15日 | 1924年 | 2018年 |                                                         |
| 大津英敏         | 洋画           | 2007年12月15日 | 1943年 |        |                                                         |
| 中里逢庵         | 工芸           | 2007年12月15日 | 1923年 | 2009年 | 陶芸。前名・十三代中里太郎右衛門                        |
| 清水達三         | 日本画         | 2008年12月15日 | 1935年 | 2021年 |                                                         |
| 藤森兼明         | 洋画           | 2008年12月15日 | 1936年 |        |                                                         |
| 市村緑郎         | 彫塑           | 2008年12月15日 | 1936年 | 2014年 |                                                         |
| 山本眞輔         | 彫塑           | 2008年12月15日 | 1939年 |        |                                                         |
| 中井貞次         | 工芸           | 2008年12月15日 | 1932年 |        | 染織                                                    |
| 日比野光鳳       | 書             | 2008年12月15日 | 1928年 | 2023年 |                                                         |
| 谷口吉生         | 建築           | 2008年12月15日 | 1937年 | 2024年 |                                                         |
| 土屋礼一         | 日本画         | 2009年12月15日 | 1943年 |        |                                                         |
| 福田千惠         | 日本画         | 2009年12月15日 | 1946年 |        |                                                         |
| 藪野健           | 洋画           | 2009年12月15日 | 1946年 |        |                                                         |
| 福王寺一彦       | 日本画         | 2010年12月15日 | 1955年 |        |                                                         |
| 山本文彦         | 洋画           | 2010年12月15日 | 1937年 |        |                                                         |
| 森野泰明         | 工芸           | 2010年12月15日 | 1934年 |        | 陶芸                                                    |
| 武腰敏昭         | 工芸           | 2010年12月15日 | 1940年 | 2021年 | 陶芸                                                    |
| 伊藤裕司         | 工芸           | 2011年12月15日 | 1930年 | 2023年 | 漆芸                                                    |
| 山﨑隆夫         | 日本画         | 2012年12月15日 | 1940年 |        |                                                         |
| 池口史子         | 洋画           | 2012年12月15日 | 1943年 |        |                                                         |
| 神戸峰男         | 彫塑           | 2012年12月15日 | 1944年 |        |                                                         |
| 井茂圭洞         | 書             | 2012年12月15日 | 1936年 |        | 文化勲章（2023年）                                      |
| 佐藤哲           | 洋画           | 2015年12月15日 | 1944年 |        |                                                         |
| 槇文彦           | 建築           | 2015年12月15日 | 1928年 | 2024年 |                                                         |
| 西田俊英         | 日本画         | 2017年12月15日 | 1953年 |        |                                                         |
| 根岸右司         | 洋画           | 2017年12月15日 | 1938年 | 2021年 |                                                         |
| 磯崎新           | 建築           | 2017年12月15日 | 1931年 | 2022年 |                                                         |
| 馬越陽子         | 洋画           | 2018年12月15日 | 1934年 |        |                                                         |
| 春山文典         | 工芸           | 2019年12月15日 | 1945年 |        | アルミニウム工芸                                        |
| 黒田賢一         | 書             | 2019年12月15日 | 1947年 |        |                                                         |
| 伊藤髟耳         | 日本画         | 2020年12月15日 | 1938年 |        |                                                         |
| 村居正之         | 日本画         | 2020年12月15日 | 1947年 |        |                                                         |
| 吉野穀           | 彫塑           | 2020年12月15日 | 1943年 |        |                                                         |
| 山田朝彦         | 彫塑           | 2020年12月15日 | 1943年 |        |                                                         |
| 髙木聖雨         | 書             | 2020年12月15日 | 1949年 |        |                                                         |
| 千住博           | 絵画           | 2022年3月1日   | 1958年 |        | 日本画                                                  |
| 宮瀬富之         | 彫刻           | 2022年3月1日   | 1941年 |        |                                                         |
| 星弘道           | 書             | 2022年3月1日   | 1944年 |        |                                                         |
| 伊東豊雄         | 建築・デザイン | 2022年3月1日   | 1941年 |        | 建築                                                    |
| 田渕俊夫         | 絵画           | 2023年3月1日   | 1941年 |        | 日本画。文化勲章（2024年）                              |
| 宮田亮平         | 工芸           | 2023年3月1日   | 1945年 |        | 金工                                                    |
| 横尾忠則         | 建築・デザイン | 2023年3月1日   | 1936年 |        | グラフィック・デザイン                                  |
| 杉本博司         | 写真・映像     | 2023年3月1日   | 1948年 |        | 写真・現代美術                                          |
| 土橋靖子         | 書             | 2024年3月1日   | 1956年 |        |                                                         |
| 中谷芙二子       | 写真・映像     | 2024年3月1日   | 1933年 |        | メディアアート                                          |
| 中林忠良         | 絵画           | 2025年3月1日   | 1937年 |        | 銅版画                                                  |
| 大樋年雄         | 工芸           | 2025年3月1日   | 1958年 |        | 陶芸。別名・十一代大樋長左衛門                          |
| 隈研吾           | 建築・デザイン | 2025年3月1日   | 1954年 |        | 建築                                                    |
| 坂茂             | 建築・デザイン | 2025年3月1日   | 1957年 |        | 建築                                                    |
| 十文字美信       | 写真・映像     | 2025年3月1日   | 1947年 |        | 写真                                                    |
| 畠山直哉         | 写真・映像     | 2025年3月1日   | 1958年 |        | 写真                                                    |

### 第二部 歴代会員
| 氏名         | 発令時分科 | 発令年月日     | 生年   | 没年   | 備考                                                                                           |
| ------------ | ---------- | -------------- | ------ | ------ | ---------------------------------------------------------------------------------------------- |
| 幸田露伴     | 小説・戯曲 | 1937年6月24日  | 1867年 | 1947年 | 文化勲章（1937年）                                                                             |
| 徳田秋声     | 小説・戯曲 | 1937年6月24日  | 1872年 | 1943年 |                                                                                                |
| 岡本綺堂     | 小説・戯曲 | 1937年6月24日  | 1872年 | 1939年 |                                                                                                |
| 泉鏡花       | 小説・戯曲 | 1937年6月24日  | 1873年 | 1939年 |                                                                                                |
| 武者小路実篤 | 小説・戯曲 | 1937年6月24日  | 1885年 | 1976年 | 文化勲章（1951年）。1946年、公職追放を受けて辞任。追放解除後の1952年に再任                     |
| 谷崎潤一郎   | 小説・戯曲 | 1937年6月24日  | 1886年 | 1965年 | 文化勲章（1949年）                                                                             |
| 菊池寛       | 小説・戯曲 | 1937年6月24日  | 1888年 | 1948年 | 1947年、公職追放を受けて辞任                                                                   |
| 国分青厓     | 詩歌       | 1937年6月24日  | 1857年 | 1944年 | 漢詩                                                                                           |
| 千葉胤明     | 詩歌       | 1937年6月24日  | 1864年 | 1953年 | 短歌                                                                                           |
| 井上通泰     | 詩歌       | 1937年6月24日  | 1867年 | 1941年 | 短歌                                                                                           |
| 佐佐木信綱   | 詩歌       | 1937年6月24日  | 1872年 | 1963年 | 短歌。文化勲章（1937年）                                                                       |
| 高浜虚子     | 詩歌       | 1937年6月24日  | 1874年 | 1959年 | 俳句。文化勲章（1954年）                                                                       |
| 河井醉茗     | 詩歌       | 1937年6月24日  | 1874年 | 1965年 | 詩                                                                                             |
| 斎藤茂吉     | 詩歌       | 1937年6月24日  | 1882年 | 1953年 | 短歌。文化勲章（1951年）                                                                       |
| 三宅雪嶺     | 評論・翻訳 | 1937年6月24日  | 1860年 | 1945年 | 哲学・評論。文化勲章（1943年）                                                                 |
| 徳富蘇峰     | 評論・翻訳 | 1937年6月24日  | 1863年 | 1957年 | ジャーナリズム・歴史学・評論。文化勲章（1943年）。1946年、公職追放を受けて辞任、文化勲章も返上 |
| 島崎藤村     | 小説・戯曲 | 1941年7月4日   | 1872年 | 1943年 |                                                                                                |
| 正宗白鳥     | 小説・戯曲 | 1941年7月4日   | 1879年 | 1962年 | 文化勲章（1950年）                                                                             |
| 志賀直哉     | 小説・戯曲 | 1941年7月4日   | 1883年 | 1971年 | 文化勲章（1949年）                                                                             |
| 山本有三     | 小説・戯曲 | 1941年7月4日   | 1887年 | 1974年 | 文化勲章（1965年）                                                                             |
| 窪田空穂     | 詩歌       | 1941年7月4日   | 1877年 | 1967年 | 短歌                                                                                           |
| 北原白秋     | 詩歌       | 1941年7月4日   | 1885年 | 1942年 | 詩・作詞・短歌                                                                                 |
| 真山青果     | 小説・戯曲 | 1942年6月2日   | 1878年 | 1948年 |                                                                                                |
| 上司小剣     | 小説・戯曲 | 1947年7月14日  | 1874年 | 1947年 |                                                                                                |
| 里見弴       | 小説・戯曲 | 1947年7月14日  | 1888年 | 1983年 | 文化勲章（1959年）                                                                             |
| 久保田万太郎 | 小説・戯曲 | 1947年7月14日  | 1889年 | 1963年 | 文化勲章（1957年）、第二部長（1950年 - 1963年）                                                |
| 土井晩翠     | 詩歌       | 1947年7月14日  | 1871年 | 1952年 | 詩。文化勲章（1950年）                                                                         |
| 蒲原有明     | 詩歌       | 1947年7月14日  | 1875年 | 1952年 | 詩                                                                                             |
| 柳田國男     | 評論・翻訳 | 1947年7月14日  | 1875年 | 1962年 | 民俗学。文化勲章（1951年）                                                                     |
| 長谷川如是閑 | 評論・翻訳 | 1947年7月14日  | 1875年 | 1969年 | ジャーナリズム・評論。文化勲章（1948年）                                                       |
| 小杉天外     | 小説・戯曲 | 1948年8月18日  | 1865年 | 1952年 |                                                                                                |
| 野上弥生子   | 小説・戯曲 | 1948年8月18日  | 1885年 | 1985年 | 文化勲章（1971年）                                                                             |
| 長與善郎     | 小説・戯曲 | 1948年8月18日  | 1888年 | 1961年 |                                                                                                |
| 室生犀星     | 小説・戯曲 | 1948年8月18日  | 1889年 | 1962年 |                                                                                                |
| 佐藤春夫     | 小説・戯曲 | 1948年8月18日  | 1892年 | 1964年 | 文化勲章（1960年）                                                                             |
| 金子薫園     | 詩歌       | 1948年8月18日  | 1876年 | 1951年 | 短歌                                                                                           |
| 太田水穂     | 詩歌       | 1948年8月18日  | 1876年 | 1955年 | 短歌                                                                                           |
| 吉井勇       | 詩歌       | 1948年8月18日  | 1886年 | 1960年 | 短歌                                                                                           |
| 辰野隆       | 評論・翻訳 | 1948年8月18日  | 1888年 | 1964年 | フランス文学                                                                                   |
| 豊島与志雄   | 小説・戯曲 | 1949年4月1日   | 1890年 | 1955年 |                                                                                                |
| 宇野浩二     | 小説・戯曲 | 1949年4月1日   | 1891年 | 1961年 |                                                                                                |
| 広津和郎     | 小説・戯曲 | 1949年4月1日   | 1891年 | 1968年 |                                                                                                |
| 岡麓         | 詩歌       | 1949年4月1日   | 1877年 | 1951年 | 短歌                                                                                           |
| 土屋竹雨     | 詩歌       | 1949年4月1日   | 1887年 | 1958年 | 漢詩                                                                                           |
| 岸田國士     | 小説・戯曲 | 1953年4月1日   | 1890年 | 1954年 |                                                                                                |
| 永井荷風     | 小説・戯曲 | 1954年1月1日   | 1879年 | 1959年 | 文化勲章（1952年）                                                                             |
| 小川未明     | 小説・戯曲 | 1954年1月1日   | 1882年 | 1961年 |                                                                                                |
| 川端康成     | 小説・戯曲 | 1954年1月1日   | 1899年 | 1972年 | 文化勲章（1961年）、第二部長（1963年 - 1968年）                                                |
| 松根東洋城   | 詩歌       | 1954年1月1日   | 1878年 | 1964年 | 俳句                                                                                           |
| 土岐善麿     | 詩歌       | 1955年1月1日   | 1885年 | 1980年 | 短歌                                                                                           |
| 青野季吉     | 評論・翻訳 | 1956年2月10日  | 1890年 | 1961年 | 文芸評論                                                                                       |
| 堀口大學     | 詩歌       | 1957年2月28日  | 1892年 | 1981年 | 詩・短歌。文化勲章（1979年）                                                                   |
| 瀧井孝作     | 小説・戯曲 | 1960年3月1日   | 1894年 | 1984年 |                                                                                                |
| 大佛次郎     | 小説・戯曲 | 1960年3月1日   | 1897年 | 1973年 | 文化勲章（1964年）                                                                             |
| 井伏鱒二     | 小説・戯曲 | 1960年3月1日   | 1898年 | 1993年 | 文化勲章（1966年）                                                                             |
| 小林秀雄     | 評論・翻訳 | 1960年3月1日   | 1902年 | 1983年 | 文芸評論。文化勲章（1967年）                                                                   |
| 土屋文明     | 詩歌       | 1962年2月1日   | 1890年 | 1990年 | 短歌。文化勲章（1986年）                                                                       |
| 西條八十     | 詩歌       | 1962年2月1日   | 1892年 | 1970年 | 詩・作詞                                                                                       |
| 西脇順三郎   | 詩歌       | 1962年2月1日   | 1894年 | 1982年 | 近代詩                                                                                         |
| 川田順       | 詩歌       | 1963年2月1日   | 1882年 | 1966年 | 短歌                                                                                           |
| 三好達治     | 詩歌       | 1963年2月1日   | 1900年 | 1964年 | 詩                                                                                             |
| 河竹繁俊     | 評論・翻訳 | 1963年2月1日   | 1889年 | 1967年 | 演劇研究                                                                                       |
| 矢代幸雄     | 評論・翻訳 | 1963年2月1日   | 1890年 | 1975年 | 美術史・美術評論                                                                               |
| 鈴木信太郎   | 評論・翻訳 | 1963年2月1日   | 1895年 | 1970年 | フランス文学                                                                                   |
| 河上徹太郎   | 評論・翻訳 | 1963年2月1日   | 1902年 | 1980年 | 文芸・音楽評論                                                                                 |
| 坪田譲治     | 小説・戯曲 | 1964年1月15日  | 1890年 | 1982年 |                                                                                                |
| 獅子文六     | 小説・戯曲 | 1964年1月15日  | 1893年 | 1969年 | 文化勲章（1969年）                                                                             |
| 石川淳       | 小説・戯曲 | 1964年1月15日  | 1899年 | 1987年 |                                                                                                |
| 尾崎一雄     | 小説・戯曲 | 1964年1月15日  | 1899年 | 1983年 | 文化勲章（1978年）                                                                             |
| 井上靖       | 小説・戯曲 | 1964年1月15日  | 1907年 | 1991年 | 文化勲章（1976年）                                                                             |
| 福原麟太郎   | 評論・翻訳 | 1964年1月15日  | 1894年 | 1981年 | イギリス文学                                                                                   |
| 吉川幸次郎   | 評論・翻訳 | 1964年1月15日  | 1904年 | 1980年 | 中国文学                                                                                       |
| 丹羽文雄     | 小説・戯曲 | 1965年1月15日  | 1904年 | 2005年 | 文化勲章（1977年）、第二部長（1968年 - 1988年）                                                |
| 荻原井泉水   | 詩歌       | 1965年1月15日  | 1884年 | 1976年 | 俳句                                                                                           |
| 水原秋桜子   | 詩歌       | 1966年1月15日  | 1892年 | 1981年 | 俳句                                                                                           |
| 山内義雄     | 評論・翻訳 | 1966年1月15日  | 1894年 | 1973年 | フランス文学                                                                                   |
| 亀井勝一郎   | 評論・翻訳 | 1966年1月15日  | 1907年 | 1966年 | 文芸評論                                                                                       |
| 中山義秀     | 小説・戯曲 | 1967年1月15日  | 1900年 | 1969年 |                                                                                                |
| 舟橋聖一     | 小説・戯曲 | 1967年1月15日  | 1904年 | 1976年 |                                                                                                |
| 伊藤整       | 小説・戯曲 | 1968年1月15日  | 1905年 | 1969年 |                                                                                                |
| 永井龍男     | 小説・戯曲 | 1969年1月15日  | 1904年 | 1990年 | 文化勲章（1981年）                                                                             |
| 網野菊       | 小説・戯曲 | 1969年12月15日 | 1900年 | 1978年 |                                                                                                |
| 上林暁       | 小説・戯曲 | 1969年12月15日 | 1902年 | 1980年 |                                                                                                |
| 山本健吉     | 評論・翻訳 | 1969年12月15日 | 1907年 | 1988年 | 文芸評論。文化勲章（1983年）                                                                   |
| 芹澤光治良   | 小説・戯曲 | 1970年12月15日 | 1896年 | 1993年 |                                                                                                |
| 円地文子     | 小説・戯曲 | 1970年12月15日 | 1905年 | 1986年 | 文化勲章（1985年）                                                                             |
| 河盛好蔵     | 評論・翻訳 | 1970年12月15日 | 1902年 | 2000年 | フランス文学。文化勲章（1988年）                                                               |
| 中村光夫     | 評論・翻訳 | 1970年12月15日 | 1911年 | 1988年 | 文芸評論                                                                                       |
| 宇野千代     | 小説・戯曲 | 1972年12月15日 | 1897年 | 1996年 |                                                                                                |
| 高橋健二     | 評論・翻訳 | 1973年12月15日 | 1902年 | 1998年 | ドイツ文学                                                                                     |
| 冨安風生     | 詩歌       | 1974年12月15日 | 1885年 | 1979年 | 俳句                                                                                           |
| 草野心平     | 詩歌       | 1975年12月15日 | 1903年 | 1988年 | 詩。文化勲章（1987年）                                                                         |
| 谷川徹三     | 評論・翻訳 | 1975年12月15日 | 1895年 | 1989年 | 哲学                                                                                           |
| 臼井吉見     | 評論・翻訳 | 1975年12月15日 | 1905年 | 1987年 | 編集・評論                                                                                     |
| 幸田文       | 小説・戯曲 | 1976年12月15日 | 1904年 | 1990年 |                                                                                                |
| 石川達三     | 小説・戯曲 | 1976年12月15日 | 1905年 | 1985年 |                                                                                                |
| 安岡章太郎   | 小説・戯曲 | 1976年12月15日 | 1920年 | 2013年 |                                                                                                |
| 桑原武夫     | 評論・翻訳 | 1977年12月15日 | 1904年 | 1988年 | フランス文学。文化勲章（1987年）                                                               |
| 庄野潤三     | 小説・戯曲 | 1978年12月15日 | 1921年 | 2009年 |                                                                                                |
| 阿川弘之     | 小説・戯曲 | 1979年12月15日 | 1920年 | 2015年 | 文化勲章（1999年）、第二部長（1988年 - 1998年）                                                |
| 田中千禾夫   | 小説・戯曲 | 1981年12月15日 | 1905年 | 1995年 |                                                                                                |
| 島尾敏雄     | 小説・戯曲 | 1981年12月15日 | 1917年 | 1986年 |                                                                                                |
| 遠藤周作     | 小説・戯曲 | 1981年12月15日 | 1923年 | 1996年 | 文化勲章（1995年）                                                                             |
| 司馬遼太郎   | 小説・戯曲 | 1981年12月15日 | 1923年 | 1996年 | 文化勲章（1993年）                                                                             |
| 吉行淳之介   | 小説・戯曲 | 1981年12月15日 | 1924年 | 1994年 |                                                                                                |
| 福田恆存     | 評論・翻訳 | 1981年12月15日 | 1912年 | 1994年 | 翻訳・評論                                                                                     |
| 飯沢匡       | 小説・戯曲 | 1983年12月15日 | 1909年 | 1994年 |                                                                                                |
| 中里恒子     | 小説・戯曲 | 1983年12月15日 | 1909年 | 1987年 |                                                                                                |
| 芝木好子     | 小説・戯曲 | 1983年12月15日 | 1914年 | 1991年 |                                                                                                |
| 佐藤佐太郎   | 詩歌       | 1983年12月15日 | 1909年 | 1987年 | 短歌                                                                                           |
| 宮柊二       | 詩歌       | 1983年12月15日 | 1912年 | 1986年 | 短歌                                                                                           |
| 竹山道雄     | 評論・翻訳 | 1983年12月15日 | 1903年 | 1984年 | 評論・ドイツ文学                                                                               |
| 飯田龍太     | 詩歌       | 1984年12月15日 | 1920年 | 2007年 | 俳句                                                                                           |
| 加藤楸邨     | 詩歌       | 1985年12月15日 | 1905年 | 1993年 | 俳句                                                                                           |
| 野口冨士男   | 小説・戯曲 | 1987年12月15日 | 1911年 | 1993年 |                                                                                                |
| 三浦朱門     | 小説・戯曲 | 1987年12月15日 | 1926年 | 2017年 | 院長（2004年 - 2014年）、第二部長（1998年 - 2004年）                                           |
| 水上勉       | 小説・戯曲 | 1988年12月15日 | 1919年 | 2004年 |                                                                                                |
| 三浦哲郎     | 小説・戯曲 | 1988年12月15日 | 1931年 | 2010年 |                                                                                                |
| 佐伯彰一     | 評論・翻訳 | 1988年12月15日 | 1922年 | 2016年 | アメリカ文学                                                                                   |
| 八木義德     | 小説・戯曲 | 1989年12月15日 | 1911年 | 1999年 |                                                                                                |
| 小島信夫     | 小説・戯曲 | 1989年12月15日 | 1915年 | 2006年 |                                                                                                |
| 小沼丹       | 小説・戯曲 | 1989年12月15日 | 1918年 | 1996年 |                                                                                                |
| 河野多惠子   | 小説・戯曲 | 1989年12月15日 | 1926年 | 2015年 | 文化勲章（2014年）                                                                             |
| 前川佐美雄   | 詩歌       | 1989年12月15日 | 1903年 | 1990年 | 短歌                                                                                           |
| 富士川英郎   | 評論・翻訳 | 1989年12月15日 | 1909年 | 2003年 | ドイツ文学                                                                                     |
| 阪田寛夫     | 小説・戯曲 | 1990年12月15日 | 1925年 | 2005年 |                                                                                                |
| 新庄嘉章     | 評論・翻訳 | 1990年12月15日 | 1904年 | 1997年 | フランス文学                                                                                   |
| 中村眞一郎   | 小説・戯曲 | 1991年12月15日 | 1918年 | 1997年 |                                                                                                |
| 大庭みな子   | 小説・戯曲 | 1991年12月15日 | 1930年 | 2007年 |                                                                                                |
| 佐藤朔       | 評論・翻訳 | 1991年12月15日 | 1905年 | 1996年 | フランス文学                                                                                   |
| 戸板康二     | 評論・翻訳 | 1991年12月15日 | 1915年 | 1993年 | 演劇・歌舞伎評論                                                                               |
| 江藤淳       | 評論・翻訳 | 1991年12月15日 | 1932年 | 1999年 | 文芸評論                                                                                       |
| 曾野綾子     | 小説・戯曲 | 1993年12月15日 | 1931年 | 2025年 |                                                                                                |
| 齋藤史       | 詩歌       | 1993年12月15日 | 1909年 | 2002年 | 短歌                                                                                           |
| 竹西寛子     | 小説・戯曲 | 1994年12月15日 | 1929年 |        |                                                                                                |
| 那珂太郎     | 詩歌       | 1994年12月15日 | 1922年 | 2014年 | 詩                                                                                             |
| 大岡信       | 詩歌       | 1995年12月15日 | 1931年 | 2017年 | 詩。文化勲章（2003年）                                                                         |
| 陳舜臣       | 小説・戯曲 | 1996年12月15日 | 1924年 | 2015年 |                                                                                                |
| 辻邦生       | 小説・戯曲 | 1996年12月15日 | 1925年 | 1999年 |                                                                                                |
| 北杜夫       | 小説・戯曲 | 1996年12月15日 | 1927年 | 2011年 |                                                                                                |
| 高井有一     | 小説・戯曲 | 1996年12月15日 | 1932年 | 2016年 |                                                                                                |
| 清岡卓行     | 詩歌       | 1996年12月15日 | 1922年 | 2006年 | 詩                                                                                             |
| 杉本秀太郎   | 評論・翻訳 | 1996年12月15日 | 1931年 | 2015年 | フランス文学                                                                                   |
| 石井桃子     | 小説・戯曲 | 1997年12月15日 | 1907年 | 2008年 |                                                                                                |
| 吉村昭       | 小説・戯曲 | 1997年12月15日 | 1927年 | 2006年 | 第二部長（2004年 - 2006年）                                                                    |
| 森澄雄       | 詩歌       | 1997年12月15日 | 1919年 | 2010年 | 俳句                                                                                           |
| 秋山駿       | 評論・翻訳 | 1997年12月15日 | 1930年 | 2013年 | 文芸評論                                                                                       |
| 髙橋英夫     | 評論・翻訳 | 1997年12月15日 | 1930年 | 2019年 | 文芸評論                                                                                       |
| 大原富枝     | 小説・戯曲 | 1998年12月25日 | 1912年 | 2000年 |                                                                                                |
| 丸谷才一     | 小説・戯曲 | 1998年12月15日 | 1925年 | 2012年 | 文化勲章（2011年）                                                                             |
| 岡野弘彦     | 詩歌       | 1998年12月15日 | 1924年 |        | 短歌。文化勲章（2021年）                                                                       |
| 中村稔       | 詩歌       | 1998年12月15日 | 1927年 |        | 詩。第二部長（2006年 - 2010年）                                                                |
| 加賀乙彦     | 小説・戯曲 | 2000年12月15日 | 1929年 | 2023年 | 第二部長（2019年 - 2022年）                                                                    |
| 日野啓三     | 小説・戯曲 | 2000年12月15日 | 1929年 | 2002年 |                                                                                                |
| 黒井千次     | 小説・戯曲 | 2000年12月15日 | 1932年 |        | 院長（2014年 - 2020年）、第二部長（2010年 - 2014年）                                           |
| 伊藤桂一     | 小説・戯曲 | 2001年12月15日 | 1917年 | 2016年 |                                                                                                |
| 津村節子     | 小説・戯曲 | 2003年12月15日 | 1928年 |        |                                                                                                |
| 馬場あき子   | 詩歌       | 2003年12月15日 | 1928年 |        | 短歌                                                                                           |
| 菅野昭正     | 評論・翻訳 | 2003年12月15日 | 1930年 | 2023年 | フランス文学。第二部長（2014年 - 2019年）                                                      |
| 小川國夫     | 小説・戯曲 | 2005年12月15日 | 1927年 | 2008年 |                                                                                                |
| 金子兜太     | 詩歌       | 2005年12月15日 | 1919年 | 2018年 | 俳句                                                                                           |
| 前登志夫     | 詩歌       | 2005年12月15日 | 1926年 | 2008年 | 短歌                                                                                           |
| 川村二郎     | 評論・翻訳 | 2005年12月15日 | 1928年 | 2008年 | ドイツ文学                                                                                     |
| 辻井喬       | 小説・戯曲 | 2007年12月15日 | 1927年 | 2013年 |                                                                                                |
| 三木卓       | 小説・戯曲 | 2007年12月15日 | 1935年 | 2023年 |                                                                                                |
| 富岡多惠子   | 小説・戯曲 | 2008年12月15日 | 1935年 | 2023年 |                                                                                                |
| 坂上弘       | 小説・戯曲 | 2008年12月15日 | 1936年 | 2021年 |                                                                                                |
| 飯島耕一     | 詩歌       | 2008年12月15日 | 1930年 | 2013年 | 詩                                                                                             |
| 入沢康夫     | 詩歌       | 2008年12月15日 | 1931年 | 2018年 | 詩                                                                                             |
| 佐佐木幸綱   | 詩歌       | 2008年12月15日 | 1938年 |        | 短歌                                                                                           |
| 井上ひさし   | 小説・戯曲 | 2009年12月15日 | 1934年 | 2010年 |                                                                                                |
| 岡井隆       | 詩歌       | 2009年12月15日 | 1928年 | 2020年 | 短歌                                                                                           |
| 粟津則雄     | 評論・翻訳 | 2010年12月15日 | 1927年 | 2024年 | フランス文学                                                                                   |
| 山崎正和     | 小説・戯曲 | 2011年12月15日 | 1934年 | 2020年 | 文化勲章（2018年）                                                                             |
| 池澤夏樹     | 小説・戯曲 | 2012年12月15日 | 1945年 |        |                                                                                                |
| 三浦雅士     | 評論・翻訳 | 2012年12月15日 | 1946年 |        | 文芸・舞踊評論                                                                                 |
| 別役実       | 小説・戯曲 | 2013年12月15日 | 1937年 | 2020年 |                                                                                                |
| 鷹羽狩行     | 詩歌       | 2015年12月15日 | 1930年 | 2024年 | 俳句                                                                                           |
| 吉増剛造     | 詩歌       | 2015年12月15日 | 1939年 |        | 詩                                                                                             |
| 高階秀爾     | 評論・翻訳 | 2015年12月15日 | 1932年 | 2024年 | 美術史。文化勲章（2012年）、院長（2020年 - 2023年）                                            |
| 辻原登       | 小説・戯曲 | 2016年12月15日 | 1945年 |        | 第二部長（2022年 - 現職）                                                                      |
| 宇多喜代子   | 詩歌       | 2016年12月15日 | 1935年 |        | 俳句                                                                                           |
| 髙樹のぶ子   | 小説・戯曲 | 2017年12月15日 | 1946年 |        |                                                                                                |
| 村田喜代子   | 小説・戯曲 | 2017年12月15日 | 1946年 |        |                                                                                                |
| 高橋睦郎     | 詩歌       | 2017年12月15日 | 1937年 |        | 詩・短歌・俳句。文化勲章（2024年）                                                             |
| 渡辺保       | 評論・翻訳 | 2017年12月15日 | 1936年 |        | 演劇・歌舞伎評論                                                                               |
| 芳賀徹       | 評論・翻訳 | 2018年12月15日 | 1931年 | 2020年 | 比較文学                                                                                       |
| 松浦寿輝     | 小説・戯曲 | 2019年12月15日 | 1954年 |        |                                                                                                |
| 荒川洋治     | 詩歌       | 2019年12月15日 | 1949年 |        | 現代詩                                                                                         |
| 亀山郁夫     | 評論・翻訳 | 2019年12月15日 | 1949年 |        | ロシア文学                                                                                     |
| 渡邊守章     | 評論・翻訳 | 2020年12月15日 | 1933年 | 2021年 | フランス文学                                                                                   |
| 五木寛之     | 小説・戯曲 | 2022年3月1日   | 1932年 |        |                                                                                                |
| つげ義春     | マンガ     | 2022年3月1日   | 1937年 |        |                                                                                                |
| ちばてつや   | マンガ     | 2022年3月1日   | 1939年 |        | 文化勲章（2024年）                                                                             |
| 筒井康隆     | 小説・戯曲 | 2024年3月1日   | 1934年 |        |                                                                                                |
| 小川洋子     | 小説・戯曲 | 2024年3月1日   | 1962年 |        |                                                                                                |
| 萩尾望都     | マンガ     | 2024年3月1日   | 1949年 |        |                                                                                                |
| 多和田葉子   | 小説・戯曲 | 2025年3月1日   | 1960年 |        |                                                                                                |
| 藤井貞和     | 詩歌       | 2025年3月1日   | 1942年 |        | 詩・詩論                                                                                       |

### 第三部 歴代会員
| 氏名                 | 発令時分科 | 発令年月日     | 生年   | 没年   | 備考                                                                                                   |
| -------------------- | ---------- | -------------- | ------ | ------ | --- |
| 幸田延               | 洋楽       | 1937年6月24日  | 1870年 | 1946年 | バイオリン                                                                                             |
| 橘糸重               | 洋楽       | 1937年6月24日  | 1873年 | 1939年 | ピアノ                                                                                                 |
| 多忠龍               | 邦楽       | 1937年6月24日  | 1865年 | 1944年 | 雅楽                                                                                                   |
| 初世梅若万三郎       | 邦楽       | 1937年6月24日  | 1869年 | 1946年 | 能楽シテ方。文化勲章（1946年）                                                                         |
| 宝生新               | 邦楽       | 1937年6月24日  | 1870年 | 1944年 | 能楽ワキ方                                                                                             |
| 豊時義               | 邦楽       | 1937年6月24日  | 1873年 | 1951年 | 雅楽                                                                                                   |
| 安藤幸               | 洋楽       | 1942年8月12日  | 1878年 | 1963年 | バイオリン                                                                                             |
| 山田耕筰             | 洋楽       | 1942年8月12日  | 1886年 | 1965年 | 作曲。文化勲章（1956年）                                                                               |
| 信時潔               | 洋楽       | 1942年8月12日  | 1887年 | 1965年 | チェロ・作曲。第三部長（1950年 - 1965年）                                                              |
| 今井慶松             | 邦楽       | 1942年8月12日  | 1871年 | 1947年 | 箏曲                                                                                                   |
| 十四世喜多六平太     | 邦楽       | 1947年4月17日  | 1874年 | 1971年 | 能楽シテ方。文化勲章（1953年）                                                                         |
| 豊竹山城少掾         | 邦楽       | 1947年4月17日  | 1878年 | 1967年 | 文楽太夫。前名・二代目豊竹古靱太夫                                                                     |
| 七代目松本幸四郎     | 演劇       | 1947年4月17日  | 1870年 | 1949年 | 歌舞伎俳優                                                                                             |
| 六代目尾上菊五郎     | 演劇       | 1947年4月17日  | 1885年 | 1949年 | 歌舞伎俳優。文化勲章（1949年）                                                                         |
| 初代中村吉右衛門     | 演劇       | 1947年4月17日  | 1886年 | 1954年 | 歌舞伎俳優。文化勲章（1951年）                                                                         |
| 三代目中村梅玉       | 演劇       | 1948年3月18日  | 1875年 | 1948年 | 歌舞伎俳優（女方）。没後選出、死亡日に遡っての発令                                                     |
| 近衛秀麿             | 洋楽       | 1948年8月18日  | 1878年 | 1973年 | 作曲・指揮                                                                                             |
| 二代目稀音家浄観     | 邦楽       | 1948年8月18日  | 1874年 | 1956年 | 長唄三味線方。文化勲章（1955年）                                                                       |
| 吉住慈恭             | 邦楽       | 1948年8月18日  | 1876年 | 1972年 | 長唄唄方。文化勲章（1957年）。前名・四代目吉住小三郎                                                   |
| 富崎春昇             | 邦楽       | 1948年8月18日  | 1880年 | 1958年 | 地唄奏者                                                                                               |
| 宮城道雄             | 邦楽       | 1948年8月18日  | 1894年 | 1956年 | 箏曲                                                                                                   |
| 初代喜多村緑郎       | 演劇       | 1948年8月18日  | 1871年 | 1961年 | 新派俳優（女方）                                                                                       |
| 七代目坂東三津五郎   | 舞踊       | 1948年8月18日  | 1882年 | 1961年 | 日本舞踊（歌舞伎俳優）                                                                                 |
| 四代目吉田文五郎     | 演劇       | 1949年4月1日   | 1869年 | 1962年 | 文楽人形遣い                                                                                           |
| 井上正夫             | 演劇       | 1949年4月1日   | 1881年 | 1950年 | 新派俳優                                                                                               |
| 野口兼資             | 邦楽       | 1950年12月15日 | 1879年 | 1953年 | 能楽シテ方                                                                                             |
| 二世清元寿兵衛       | 邦楽       | 1950年12月15日 | 1889年 | 1966年 | 清元節三味線方。前名・三世清元梅吉                                                                     |
| 芝祐泰               | 邦楽       | 1950年12月15日 | 1898年 | 1982年 | 雅楽。第三部長（1965年 - 1975年）                                                                      |
| 二代目實川延若       | 演劇       | 1950年12月15日 | 1877年 | 1951年 | 歌舞伎俳優                                                                                             |
| 観世華雪             | 邦楽       | 1952年6月1日   | 1884年 | 1959年 | 能楽シテ方。前名・六世観世銕之丞                                                                       |
| 川崎九淵             | 邦楽       | 1953年4月1日   | 1874年 | 1961年 | 能楽囃子方（大鼓）                                                                                     |
| 常磐津文字翁         | 邦楽       | 1953年4月1日   | 1888年 | 1960年 | 常磐津節三味線方。前名・三代目常磐津文字兵衛                                                           |
| 二世梅若実           | 邦楽       | 1955年1月1日   | 1878年 | 1959年 | 能楽シテ方。前名・五十四世梅若六郎                                                                     |
| 初代市川猿翁         | 演劇       | 1955年1月1日   | 1888年 | 1963年 | 歌舞伎俳優。前名・二代目市川猿之助                                                                     |
| 櫻間弓川             | 邦楽       | 1957年2月28日  | 1889年 | 1957年 | 能楽シテ方。発令翌日（1957年3月1日）に死亡                                                             |
| 井上愛子             | 舞踊       | 1957年2月28日  | 1905年 | 2004年 | 京舞。文化勲章（1990年）。前名・四世井上八千代                                                         |
| 三代目中村時蔵       | 演劇       | 1958年5月1日   | 1895年 | 1959年 | 歌舞伎俳優（女方）                                                                                     |
| 山田抄太郎           | 邦楽       | 1959年5月1日   | 1899年 | 1970年 | 長唄三味線方                                                                                           |
| 三代目市川壽海       | 演劇       | 1960年3月1日   | 1886年 | 1971年 | 歌舞伎俳優                                                                                             |
| 中能島欣一           | 邦楽       | 1961年2月1日   | 1904年 | 1984年 | 箏曲。第三部長（1975年 - 1984年）                                                                      |
| 豊増昇               | 洋楽       | 1962年2月1日   | 1912年 | 1975年 | ピアノ                                                                                                 |
| 三代目杵屋栄蔵       | 邦楽       | 1962年2月1日   | 1890年 | 1967年 | 長唄三味線方                                                                                           |
| 宝生九郎重英         | 邦楽       | 1962年2月1日   | 1900年 | 1974年 | 能楽シテ方                                                                                             |
| 花柳章太郎           | 演劇       | 1962年2月1日   | 1894年 | 1965年 | 新派俳優（女方）                                                                                       |
| 初代花柳壽應         | 舞踊       | 1962年2月1日   | 1893年 | 1970年 | 日本舞踊。前名・二代目花柳壽輔                                                                         |
| 橋岡久太郎           | 邦楽       | 1963年2月1日   | 1884年 | 1963年 | 能楽シテ方                                                                                             |
| 三代目市川左團次     | 演劇       | 1963年2月1日   | 1898年 | 1969年 | 歌舞伎俳優                                                                                             |
| 小津安二郎           | 演劇       | 1963年2月1日   | 1903年 | 1963年 | 映画監督                                                                                               |
| 伊藤熹朔             | 演劇       | 1964年1月15日  | 1899年 | 1967年 | 舞台美術                                                                                               |
| 六代目中村歌右衛門   | 演劇       | 1964年1月15日  | 1917年 | 2001年 | 歌舞伎俳優（女方）。文化勲章（1979年）                                                                 |
| 幸祥光               | 邦楽       | 1965年1月15日  | 1892年 | 1977年 | 能楽囃子方（小鼓）                                                                                     |
| 十四代目杵屋六左衛門 | 邦楽       | 1966年1月15日  | 1900年 | 1981年 | 長唄三味線方                                                                                           |
| 川口松太郎           | 演劇       | 1966年1月15日  | 1899年 | 1985年 | 劇作家・演出家（新派）                                                                                 |
| 五十五世梅若六郎     | 邦楽       | 1967年1月15日  | 1907年 | 1979年 | 能楽シテ方                                                                                             |
| 初代水谷八重子       | 演劇       | 1967年1月15日  | 1905年 | 1979年 | 新派俳優                                                                                               |
| 二世藤間勘祖         | 舞踊       | 1967年1月15日  | 1900年 | 1990年 | 日本舞踊。文化勲章（1982年）。前名・六世藤間勘十郎                                                     |
| 八代目竹本綱大夫     | 邦楽       | 1969年1月2日   | 1904年 | 1969年 | 文楽太夫。正式発令前の1969年1月3日に死亡、死亡前日に遡っての発令                                       |
| 安倍季巌             | 邦楽       | 1969年12月15日 | 1904年 | 1986年 | 雅楽                                                                                                   |
| 十七代目中村勘三郎   | 演劇       | 1970年12月15日 | 1909年 | 1988年 | 歌舞伎俳優。文化勲章（1980年）                                                                         |
| 二代目野澤喜左衛門   | 邦楽       | 1971年12月15日 | 1891年 | 1976年 | 文楽三味線                                                                                             |
| 五代目荻江露友       | 邦楽       | 1971年12月15日 | 1892年 | 1993年 | 荻江節唄方                                                                                             |
| 柳兼子               | 洋楽       | 1972年12月15日 | 1892年 | 1984年 | 声楽                                                                                                   |
| 二代目中村鴈治郎     | 演劇       | 1972年12月15日 | 1902年 | 1983年 | 歌舞伎俳優                                                                                             |
| 宇野信夫             | 演劇       | 1972年12月15日 | 1904年 | 1991年 | 歌舞伎作者                                                                                             |
| 團伊玖磨             | 洋楽       | 1973年12月15日 | 1924年 | 2001年 | 作曲                                                                                                   |
| 二代目尾上松緑       | 演劇       | 1973年12月15日 | 1913年 | 1989年 | 歌舞伎俳優。文化勲章（1987年）                                                                         |
| 六世野村万蔵         | 邦楽       | 1974年12月15日 | 1898年 | 1978年 | 能楽狂言方                                                                                             |
| 喜多実               | 邦楽       | 1975年12月15日 | 1900年 | 1986年 | 能楽シテ方                                                                                             |
| 安川加壽子           | 洋楽       | 1976年12月15日 | 1922年 | 1996年 | ピアノ                                                                                                 |
| 近藤乾三             | 邦楽       | 1976年12月15日 | 1890年 | 1988年 | 能楽シテ方                                                                                             |
| 初代松本白鸚         | 演劇       | 1976年12月15日 | 1910年 | 1982年 | 歌舞伎俳優。文化勲章（1981年）。前名・八代目松本幸四郎                                                 |
| 七代目尾上梅幸       | 演劇       | 1976年12月15日 | 1915年 | 1995年 | 歌舞伎俳優（女方）                                                                                     |
| 渡邉暁雄             | 洋楽       | 1978年12月15日 | 1919年 | 1990年 | 指揮                                                                                                   |
| 初代米川文子         | 邦楽       | 1978年12月15日 | 1894年 | 1995年 | 地唄・箏曲                                                                                             |
| 清元志寿太夫         | 邦楽       | 1978年12月15日 | 1898年 | 1999年 | 清元節太夫                                                                                             |
| 三世茂山千作         | 邦楽       | 1979年12月15日 | 1896年 | 1986年 | 能楽狂言方。前名・十一世茂山千五郎                                                                     |
| 園田高弘             | 洋楽       | 1980年12月15日 | 1928年 | 2004年 | ピアノ                                                                                                 |
| 十三代目片岡仁左衛門 | 演劇       | 1981年12月15日 | 1903年 | 1994年 | 歌舞伎俳優                                                                                             |
| 後藤得三             | 邦楽       | 1982年12月15日 | 1897年 | 1991年 | 能楽シテ方                                                                                             |
| 二代目上原真佐喜     | 邦楽       | 1983年12月15日 | 1903年 | 1996年 | 箏曲                                                                                                   |
| 宝生弥一             | 邦楽       | 1983年12月15日 | 1908年 | 1985年 | 能楽ワキ方                                                                                             |
| 四代目竹本越路大夫   | 邦楽       | 1984年12月15日 | 1914年 | 2002年 | 文楽太夫                                                                                               |
| 二代目芳村五郎治     | 邦楽       | 1985年12月15日 | 1901年 | 1993年 | 長唄唄方                                                                                               |
| 武原はん             | 舞踊       | 1985年12月15日 | 1903年 | 1998年 | 上方舞                                                                                                 |
| 宮城喜代子           | 邦楽       | 1986年12月15日 | 1905年 | 1991年 | 箏曲                                                                                                   |
| 藤田大五郎           | 邦楽       | 1986年12月15日 | 1915年 | 2008年 | 能楽囃子方（笛）                                                                                       |
| 初代吾妻徳穂         | 舞踊       | 1986年12月15日 | 1909年 | 1998年 | 日本舞踊                                                                                               |
| 江藤俊哉             | 洋楽       | 1987年12月15日 | 1927年 | 2008年 | バイオリン                                                                                             |
| 藤間藤子             | 舞踊       | 1987年12月15日 | 1907年 | 1998年 | 日本舞踊                                                                                               |
| 富山清翁             | 邦楽       | 1988年12月15日 | 1913年 | 2008年 | 地唄・箏曲。前名・初代富山清琴                                                                         |
| 七代目中村芝翫       | 演劇       | 1989年12月15日 | 1928年 | 2011年 | 歌舞伎俳優（女方）                                                                                     |
| 四世茂山千作         | 邦楽       | 1991年12月15日 | 1919年 | 2013年 | 能楽狂言方。文化勲章（2007年）。前名・十二世茂山千五郎                                                 |
| 多忠麿               | 邦楽       | 1991年12月15日 | 1933年 | 1994年 | 雅楽                                                                                                   |
| 十七代目市村羽左衛門 | 演劇       | 1991年12月15日 | 1916年 | 2001年 | 歌舞伎俳優                                                                                             |
| 梅若恭行             | 邦楽       | 1992年12月15日 | 1917年 | 2003年 | 能楽シテ方                                                                                             |
| 四代目中村雀右衛門   | 演劇       | 1992年12月15日 | 1920年 | 2012年 | 歌舞伎俳優（女方）。文化勲章（2004年）。前名・七代目大谷友右衛門                                       |
| 藤間友章             | 舞踊       | 1992年12月15日 | 1909年 | 1996年 | 日本舞踊                                                                                               |
| 若杉弘               | 洋楽       | 1994年12月15日 | 1935年 | 2009年 | 指揮                                                                                                   |
| 常磐津英寿           | 邦楽       | 1994年12月15日 | 1927年 | 2022年 | 常磐津節三味線方。第三部長（2011年 - 2016年）。前名・四代目常磐津文字兵衛                              |
| 四代目坂田藤十郎     | 演劇       | 1994年12月15日 | 1931年 | 2020年 | 歌舞伎俳優。文化勲章（2009年）。前名・三代目中村鴈治郎                                                 |
| 伊藤京子             | 洋楽       | 1995年12月15日 | 1927年 | 2021年 | 声楽                                                                                                   |
| 片山幽雪             | 邦楽       | 1995年12月15日 | 1930年 | 2015年 | 能楽シテ方。前名・九世片山九郎右衛門                                                                   |
| 五代目中村富十郎     | 演劇       | 1996年12月15日 | 1929年 | 2011年 | 歌舞伎俳優                                                                                             |
| 三善晃               | 洋楽       | 1999年12月15日 | 1933年 | 2013年 | 作曲                                                                                                   |
| 清元榮三郎           | 邦楽       | 1999年12月15日 | 1927年 | 2002年 | 清元節三味線方                                                                                         |
| 三代目花柳壽輔       | 舞踊       | 1999年12月15日 | 1935年 | 2007年 | 日本舞踊                                                                                               |
| 東儀俊美             | 邦楽       | 2000年12月15日 | 1929年 | 2011年 | 雅楽                                                                                                   |
| 七代目尾上菊五郎     | 演劇       | 2000年12月15日 | 1942年 |        | 歌舞伎俳優。文化勲章（2021年）                                                                         |
| 野村萬               | 邦楽       | 2001年12月15日 | 1930年 |        | 能楽狂言方。文化勲章（2019年）、院長（2023年 - 現職）、第三部長（2016年 - 2023年）。前名・七世野村万蔵 |
| 七代目竹本住太夫     | 邦楽       | 2002年12月15日 | 1924年 | 2018年 | 文楽太夫。文化勲章（2014年）                                                                           |
| 宝生閑               | 邦楽       | 2002年12月15日 | 1934年 | 2016年 | 能楽ワキ方                                                                                             |
| 二代目中村吉右衛門   | 演劇       | 2002年12月15日 | 1944年 | 2021年 | 歌舞伎俳優                                                                                             |
| 森下洋子             | 舞踊       | 2002年12月15日 | 1948年 |        | バレエ                                                                                                 |
| 岩城宏之             | 洋楽       | 2003年12月15日 | 1932年 | 2006年 | 指揮                                                                                                   |
| 粟谷菊生             | 邦楽       | 2003年12月15日 | 1922年 | 2006年 | 能楽シテ方                                                                                             |
| 芝祐靖               | 邦楽       | 2003年12月15日 | 1935年 | 2019年 | 雅楽。文化勲章（2017年）                                                                               |
| 二代目花柳壽楽       | 舞踊       | 2003年12月15日 | 1918年 | 2007年 | 日本舞踊                                                                                               |
| 三代目杵屋五三郎     | 邦楽       | 2005年12月15日 | 1918年 | 2013年 | 長唄三味線方                                                                                           |
| 二十二世金春惣右衛門 | 邦楽       | 2005年12月15日 | 1924年 | 2014年 | 能楽囃子方（太鼓）                                                                                     |
| 十五代目片岡仁左衛門 | 演劇       | 2006年12月15日 | 1944年 |        | 歌舞伎俳優                                                                                             |
| 梅若桜雪             | 能楽       | 2007年12月15日 | 1948年 |        | 能楽シテ方。前名・四世梅若実、二世梅若玄祥、五十六世梅若六郎                                           |
| 三代目山勢松韻       | 邦楽       | 2008年12月15日 | 1932年 |        | 箏曲。文化勲章（2022年）                                                                               |
| 畑中良輔             | 洋楽       | 2008年12月15日 | 1922年 | 2012年 | 声楽・作曲                                                                                             |
| 山田洋次             | 演劇       | 2008年12月15日 | 1931年 |        | 映画監督。文化勲章（2012年）                                                                           |
| 二代目松本白鸚       | 歌舞伎     | 2009年12月15日 | 1942年 |        | 歌舞伎俳優。文化勲章（2022年）。前名・九代目松本幸四郎                                                 |
| 堤剛                 | 洋楽       | 2009年12月15日 | 1942年 |        | チェロ。文化勲章（2024年）、第三部長（2023年 - 現職）                                                  |
| 友枝昭世             | 能楽       | 2011年12月15日 | 1940年 |        | 能楽シテ方                                                                                             |
| 二代目花柳壽應       | 舞踊       | 2011年12月15日 | 1931年 | 2020年 | 日本舞踊。前名・四代目花柳壽輔                                                                         |
| 十二代目市川團十郎   | 歌舞伎     | 2012年12月15日 | 1946年 | 2013年 | 歌舞伎俳優                                                                                             |
| 三代目吉田簑助       | 文楽       | 2012年12月15日 | 1933年 | 2024年 | 文楽人形遣い                                                                                           |
| 四代目中村梅玉       | 歌舞伎     | 2013年12月15日 | 1946年 |        | 歌舞伎俳優                                                                                             |
| 栗林義信             | 洋楽       | 2013年12月15日 | 1933年 |        | 声楽                                                                                                   |
| 五世井上八千代       | 舞踊       | 2013年12月15日 | 1956年 |        | 京舞                                                                                                   |
| 一噌仙幸             | 能楽       | 2014年12月15日 | 1940年 | 2018年 | 能楽囃子方（笛）                                                                                       |
| 二代目鶴澤清治       | 文楽       | 2014年12月15日 | 1945年 |        | 文楽三味線                                                                                             |
| 飯守泰次郎           | 洋楽       | 2014年12月15日 | 1940年 | 2023年 | 指揮                                                                                                   |
| 三世藤間勘祖         | 舞踊       | 2014年12月15日 | 1945年 |        | 日本舞踊。前名・七世藤間勘十郎                                                                         |
| 東音宮田哲男         | 邦楽       | 2015年12月15日 | 1934年 |        | 長唄唄方                                                                                               |
| 四世山本東次郎       | 能楽       | 2017年12月15日 | 1937年 |        | 能楽狂言方                                                                                             |
| 亀井忠雄             | 能楽       | 2019年12月15日 | 1941年 | 2023年 | 能楽囃子方（大鼓）                                                                                     |
| 五代目坂東玉三郎     | 歌舞伎     | 2019年12月15日 | 1950年 |        | 歌舞伎俳優（女方）                                                                                     |
| 豊英秋               | 邦楽       | 2020年12月15日 | 1944年 |        | 雅楽                                                                                                   |
| 野村万作             | 能楽       | 2022年3月1日   | 1931年 |        | 能楽狂言方。文化勲章（2023年）                                                                         |
| 小澤征爾             | 洋楽       | 2022年3月1日   | 1935年 | 2024年 | 指揮。文化勲章（2008年）                                                                               |
| 観世清和             | 能楽       | 2023年3月1日   | 1959年 |        | 能楽シテ方                                                                                             |
| 豊竹咲太夫           | 文楽       | 2023年3月1日   | 1944年 | 2024年 | 文楽太夫                                                                                               |
| 白石加代子           | 演劇       | 2023年3月1日   | 1941年 |        | 俳優                                                                                                   |
| 麻実れい             | 演劇       | 2023年3月1日   | 1950年 |        | 俳優                                                                                                   |
| 黒柳徹子             | 映画       | 2023年3月1日   | 1933年 |        | 放送                                                                                                   |
| 今井信子             | 洋楽       | 2024年3月1日   | 1943年 |        | ヴィオラ                                                                                               |
| 野平一郎             | 洋楽       | 2024年3月1日   | 1953年 |        | 作曲・ピアノ・指揮                                                                                     |
| 宮城能鳳             | 舞踊       | 2024年3月1日   | 1938年 |        | 琉球組踊                                                                                               |
| 尾上墨雪             | 舞踊       | 2024年3月1日   | 1943年 |        | 日本舞踊。前名・二代目尾上菊之丞                                                                       |
| 勅使川原三郎         | 舞踊       | 2024年3月1日   | 1953年 |        | ダンス・振付                                                                                           |
| 吉田都               | 舞踊       | 2024年3月1日   | 1965年 |        | バレエ                                                                                                 |
| 樫山文枝             | 演劇       | 2024年3月1日   | 1941年 |        | 俳優                                                                                                   |
| 二代目中村魁春       | 歌舞伎     | 2025年3月1日   | 1948年 |        | 歌舞伎俳優（女方）                                                                                     |
| 三代目桐竹勘十郎     | 文楽       | 2025年3月1日   | 1953年 |        | 文楽人形遣い                                                                                           |
| 尾高忠明             | 洋楽       | 2025年3月1日   | 1947年 |        | 指揮                                                                                                   |
| 橋爪功               | 演劇       | 2025年3月1日   | 1941年 |        | 俳優                                                                                                   |
| 野田秀樹             | 演劇       | 2025年3月1日   | 1955年 |        | 演出・脚本・俳優                                                                                       |
| 倍賞千恵子           | 映画       | 2025年3月1日   | 1941年 |        | 俳優                                                                                                   |
| 富野由悠季           | 映画       | 2025年3月1日   | 1941年 |        | アニメーション                                                                                         |